# Seznam osobností Čáslavi
Toto je seznam významných či zajímavých osobností spjatých s městem Čáslav. Jsou zde uvedeni jednak rodáci a jednak osobnosti, které ve městě studovaly, žily či pracovaly.

## Narozeni v Čáslavi

### A
- RNDr. Petr Albrecht (30. 8. 1961, Čáslav – 11. 11. 2001, Holice u Pardubic), botanik; angažoval se výrazně v oblasti ochrany přírody. V roce 1979 byl zakládajícím členem Českého svazu ochránců přírody (ČSOP) a od r. 1996 působil jako předseda pobočky této organizace v Prostějově. Od roku 1997 byl členem Ústřední výkonné rady ČSOP a zástupcem svazu v mezinárodní organizaci EUROSITE. Byl rovněž členem České botanické společnosti. V letech 1989–1990 se podílel na záchraně botanické zahrady v Prostějově; ta dnes nese jeho jméno. Zemřel spolu s manželkou a starším synem při automobilové nehodě a o devět dnů později mu byla in memoriam  udělena Cena ministra životního prostředí 2001 za mimořádné a dlouhodobé aktivity v oblasti životního prostředí.
- prof. Dr. Ing. Josef Anderle (14. 3. 1866, Čáslav – 5. 2. 1959, Praha), profesor mechaniky a rektor ČVUT.
- Frank Hanuš Argus, vl. jm. Hans Heinz Schimbera (22. 9. 1902, Čáslav – 16. 9. 1968, Praha), novinář, spisovatel, scenárista, překladatel a příležitostný herec; byl dopisovatelem zahraničních filmových časopisů a redaktorem týdeníku Prager Filmkurier, hrál v několika filmech.

### B
- Vácslav Babička (28. 5. 1949, Čáslav – 12. 5. 2012), archivář, ředitel Státního ústředního archivu, trvalý jáhen římskokatolické církve.
- Benedikt Baroch (17. 11. 1837, Čáslav – 2. 11. 1907, Praha), stavitel; byl členem a smírčím soudcem Jednoty stavitelů, v roce 1874 vedl regotizaci kostela sv. Vojtěcha na Novém Městě v Praze, postavil v Praze několik domů převážně v novorenesančním stylu.
- Antonín Barák (2. 4. 1917, Čáslav – 15. 8. 1999, Lovosice), pedagog, ochotnický herec a malíř zejména Českého středohoří; v Čáslavi vystudoval učitelský ústav a žil zde rovněž v letech 1938–1945. Většinu života strávil v Lovosicích.
- PhDr. Naďa Benešová (23. 11. 1923, Čáslav – 1. 5. 2000, Čáslav), básnířka a překladatelka, mecenáška Městské knihovny v Čáslavi; je např. autorkou knihy Verše z Železných hor. V roce 2002 byl při čáslavské knihovně založen z podnětu jejího manžela Josefa R. Beneše Literární klub dr. Nadi Benešové.
- MUDr. Radan Beránek, DrSc. (31. 1. 1923, Čáslav – 18. 3. 1969, Miami, Florida), lékař, neurofyziolog, redaktor a publicista. V roce 1942 vystudoval gymnázium v Praze a v roce 1950 absolvoval pražskou lékařskou fakultu. Několik let se věnoval praktické neuropatologii a poruchám hybnosti v rehabilitačním ústavu v Janských Lázních a na neurologické klinice UK. Později působil jako vědecký pracovník ve Fyziologickém ústavu ČSAV. Stál u založení laboratoře buněčné a srovnávací neurofyziologie Fyziologického ústavu ČSAV, v letech 1960–1969 byl vedoucím oddělení buněčné neurofyziologie. Spolupracoval se zahraničními odborníky, působil na univerzitách v Yale a Miami. Byl redaktorem časopisu Physiologica bohemoslovica a napsal několik odborných publikací.
- PhDr. Magdaléna Beranová, DrSc. ( 15. 9. 1930, Čáslav – 17. 5. 2016), archeoložka, historička, odborná publicistka.
- PhDr. Petra Bělohlávková, PhD. (* 11. 3. 1974 Čáslav), hudební pedagožka a sbormistryně působící zejména v Čáslavi.
- Karel Bok (8. 10. 1876 Čáslav – 2. 6. 1944 Pardubice), učitel, redaktor regionálního tisku a autor divadelních her pro mládež.
- Blahomír Borovička (26. 6. 1923 Čáslav – 2004), architekt; v Čáslavi vychodil gymnázium. Vystudoval Vysokou školu architektury a pozemního stavitelství v Praze, působil jako profesor Českého vysokého učení technického. V letech 1970-1988 byl hlavním architektem města Prahy. Realizoval např. budovu Koospolu v Praze, byl autorem územního plánu Čáslavi a Heřmanova Městce. Je spoluautorem knihy O urbanistickém vývoji Prahy a autorem knihy Vzpomínky hlavního architekta Prahy.
- František Brunclík (27. 3. 1874 Čáslav – červen 1943), středoškolský pedagog a historik; napsal historickou publikaci Aeneas Silvius a sněm v Benešově v r. 1451.

### C
- MUDr. Milan Cabrnoch (* 6. 8. 1962 Čáslav), lékař a politik Občanské demokratické strany, v letech 2004–2014 poslanec Evropského parlamentu, předtím poslanec Poslanecké sněmovny. Předseda a zakladatel Českého národního fóra proti osteoporóze.
- Jiří Ceé (6. 2. 1942, Čáslav – 11. 10. 2017, Liberec), v období 1985 až 2004 sólista opery Národního divadla v Praze. Absolvoval zpěv na Hudební akademii múzických umění v Praze, působil jako operní pěvec Divadla F.X. Šaldy v Liberci a Státním divadle v Ostravě.
- Jan Cziviš (4. 2. 1932, Čáslav – 22. 10. 2010, Praha), divadelní dramaturg a básník. Dramaturg divadla v Kolíně a Středočeském divadle Kladno a Mladá Boleslav.

### Č
- Bohuslav Čermák (12. 1. 1855, Čáslav – 25. 12. 1928, Mělník), učitel, vlastivědný pracovník, autor mnoha pedagogických statí uveřejněných v Lindnerově časopisu Pedagogie ve vyučování, kreslení a rýsování. Ředitel škol v Mělníku, autor spisu Zámek na Mělníce.
- Kliment Čermák (1. 4. 1852, Čáslav – 19. 1. 1917, Čáslav), učitel, historik, archeolog, numismatik a muzejník.
- Jaromír Čermák (10. 4. 1888, Čáslav – 9. 3. 1975, Čáslav), sochař. Absolvent odborné školy sochařské v Hořicích (1906) a Akademie výtvarných umění v Praze (1910), žák prof. J. V. Myslbeka a J. Štursy. Poté pobýval v Mnichově, Florencii a Římě, působil pedagogicky i v Čáslavi. Autor soch, pamětních desek K. Čermáka a J. L. Dusíka v Čáslavi, J. Haška v Lipnici aj. Autor výtvarných publikací a monografie o Čáslavi. Syn archeologa a muzejníka Klimenta Čermáka.
- Jindřich Černý (20. 6. 1930, Čáslav – 20. 10. 2020, Praha), divadelní historik a kritik, dramatik, překladatel ze španělštiny a z čínštiny, nositel Ceny F. X. Šaldy, bývalý ředitel Národního divadla v Praze.
- MUDr. Ladislav Česák (* 14. 9. 1916 Čáslav), porodník a gynekolog, malíř, řezbář, ilustrátor; v Čáslavi absolvoval základní školu a gymnázium do septimy. V letech 1951-1988 byl primářem gynekologicko-porodnického oddělení v Městci Králové, ilustroval několik knih, věnuje se kresbě, olejomalbě a řezbářství.

### D
- Lenka Jonesson-Deker (* 29. 4. 1944 Čáslav), česká výtvarnice žijící ve Švédsku. Absolventka Střední uměleckoprůmyslové školy v Brně a Konstfack ve Stockholmu.
- RNDr. Miloslav Dillinger (16. 12. 1902 Čáslav – 27. 9. 1976 Bratislava, Slovensko), chemik a pedagog; v Čáslavi absolvoval gymnázium. Vystudoval chemii a fyziku na Přírodovědecké fakultě UK v Praze. Byl asistentem a externím spolupracovníkem prof. J. Heyrovského. Od r. 1945 žil trvale v Bratislavě, kde byl v letech 1945-1948 ředitelem gymnázia a zároveň přednášel na Přírodovědecké fakultě Slovenské univerzity. Od r. 1947 přednášel na Pedagogické fakultě a od r. 1950 na Přírodovědecké fakultě Slovenské univerzity (od r. 1953 Univerzity Komenského).
- Emil Dlask (26. 1. 1890 Čáslav – 12. 4. 1969 Valašské Meziříčí), hudební kritik a organizátor. Studoval na Filozofické fakultě Univerzity Karlovy v Praze, na univerzitě v Lipsku. Působil na Masarykově učitelském ústavu a na Palackého gymnáziu ve Valašském Meziříčí. Pedagogicky silně ovlivnil několik generací svých žáků. Velký důraz kladl zejména na stylistickou stránku jazykových projevů, o čemž napsal několik statí. Byl violistou Valašského kvarteta a napsal několik studií o hudebním životě na Valašsku.
- RNDr. Milan Drábek (* 9. 10. 1946 Čáslav), geolog, mineralog, odborný publicista. Od r. 1971 pracuje v Českém geologickém ústavu, externě vyučuje na Přírodovědecké fakultě UK v Praze. Je autorem mnoha odborných publikací.
- Drahomíra Drobková (28. 2. 1935 Čáslav – 30. 6. 2022 Ostrava), česká mezzosopranistka. V letech 1966–1983 byla sólistkou Národního divadla moravskoslezského, v letech 1983-1994 byla sólistkou Národního divadla v Praze. V roce 1993 získala cenu Thálie.
- Petr Dufek (* 24. 5. 1956 Čáslav), novinář a autor publikací o motorismu; syn publicisty Otty Dufka a bratr publicisty a překladatele Pavla Dufka. V letech 1992–2001 byl šéfredaktorem časopisu Svět motorů, v letech 1998–2002 šéfredaktorem časopisu Auto Exclusive, a pak šéfredaktorem měsíčníku F1 Racing. Byl zakladatelem a generálním ředitelem vydavatelství Automedia a viceprezidentem Klubu Formule 1.
- Pavel Dufek (* 10. 7. 1957 Čáslav), publicista a překladatel; syn publicisty Otty Dufka a bratr novináře Pavla Dufka. Od r. 1978 pracoval jako překladatel a korektor mezinárodní redakce ČTK, po r. 1989 byl odborným redaktorem mezinárodního časopisu The Democratic Journalist a redaktorem a korektorem časopisu Sport revue.  Od r. 1991 působí jako nezávislý publicista a překladatel z angličtiny, němčiny, francouzštiny, italštiny, portugalštiny, španělštiny, ruštiny, slovenštiny, polštiny a nizozemštiny.
- Jan Ladislav Dusík (12. 2. 1760 Čáslav – 20. 3. 1812 Saint-Germain-en-Laye, Francie), skladatel a klavírista.
- František Josef Dusík / Franz Benedikt Dussek (22. 3. 1765 Čáslav – po roce 1816, Stična, Slovinsko), hudební skladatel a kapelník působící v zahraničí; bratr Jana Ladislava Dusíka.
- Kateřina Veronika Anna Dusíková (Dussek) / Veronika Elisabeta Dusik (Dussek) / Veronika Rosalia Dussek, provd. Veronica Cianchettini (8. 3. 1769 Čáslav – 24. 3. 1833 Londýn, Velká Británie) , klavíristka, harfenice, zpěvačka, hudební skladatelka a pedagožka, sestra Jana Ladislava Dusíka; působila v Londýně.

### E
- brig. gen. Jaroslav Eminger (4. 6. 1886 Čáslav – 14. 7. 1964 Praha), generální inspektor vládního vojska v protektorátu Čechy a Morava.
- PhDr. Julius Enders (13. 4. 1920 Čáslav – 18. 1. 2005 Malá Morávka), jazykovědec a zastánce pravosti Rukopisů. Napsal řadu jazykovědných a estetických studií týkajících se Rukopisů a dalších sporných literárních památek.

### F
- Miloš Forman (18. 2. 1932, Čáslav - 13. 4. 2018, Danbury, Connecticut, USA), česko-americký režisér, scenárista a herec. Držitel dvou Oscarů za nejlepší režii, tří Zlatých glóbů a ceny BAFTA ve stejné kategorii.
- Pavel Jan Forman (2. 6. 1920, Čáslav – 16. 3. 2008, Brisbane, Austrálie), malíř – krajinář, restaurátor, divadelní výtvarník a pedagog, absolvent čáslavského Učitelského ústavu, člen výtvarného spolku Myslbek (rozpuštěn v říjnu 1956), bratr režiséra Miloše Formana. Studoval na pražské grafické škole u Františka Tichého. Během okupace se skrýval, pracoval také jako výtvarník ve Východočeském divadle. V roce 1948 absolvoval AVU (ateliér Otakara Nejedlého), z politických důvodů mu však byl příslušný titul přiznán až po roce 1989. Od 50. let učil výtvarnou výchovu na školách v Doksech a Jestřebí. V roce 1967 absolvoval půlroční studijní cestu po Austrálii. Do této země také s rodinou emigroval po srpnové okupaci ČSSR.
- Ludmila Formanová (* 2. 1. 1974 Čáslav), atletka, v roce 1999 dvojnásobná mistryně světa v běhu na 800 m, dvojnásobná olympijská reprezentantka ; vyučuje tělesnou výchovu na Gymnáziu v Čáslavi.

### G
- Ladislav Gzela (20. 2. 1907 Čáslav – 7. 4. 1984 Praha), divadelní, filmový a televizní herec; účinkoval ve více než 80 filmech mnohdy významných českých režisérů, většinou však v drobných a epizodních rolích

### H
- gen. Josef Hanuš (14. 9. 1898, Čáslav – 14. 5. 1953, Praha), sborový generál; náčelník štábu Velitelství letectva hlavního štábu, velitel letectva.[1]
- Ignác Händl (2. 8. 1889 Čáslav – 17. 3. 1954 Praha), varhaník a skladatel.
- JUDr. Silvestr Hipman / Hippman / Hipmann (23. 7. 1893 Čáslav – 16. 3. 1974 Praha), hudební skladatel a publicista; zakladatel Dusíkova ústavu (muzea) v Čáslavi.
- Libor Hlaváček (* 10. 5. 1966 Čáslav), baletní mistr Jihočeského divadla.
- Marie Hloušková (2. 1. 1895 Čáslav – 29. 6. 1940 Brno), operní pěvkyně-altistka a mezzosopranistka, hudební pedagožka; členka Slovenského národního divadla, učitelka zpěvu na Hudební a dramatické akademii, sólistka opery Národního divadla v Brně.
- Ferdinand Holinka Čáslavský (21. 9. 1857 Čáslav – 29. 4. 1943 Mělník), pedagog, překladatel z polštiny, spoluautor Stručného slovníku pedagogického a odborný publicista.
- Jaroslav Leopold Horáček (15. 6. 1885 Čáslav – 20. 8. 1939 Brno), novinář, literární, hudební a divadelní kritik, autor románu Tam za mořem (1930).
- František Horník-Lánský (2. 3. 1889 Čáslav – 11. 1. 1955 Lány), malíř portrétů, koní, zvěře a loveckých zátiší, ilustrátor. Absolvent Akademie výtvarných umění v Praze. V době nacistické okupace byl zapojen do protifašistického odboje. Tvůrce slavného jezdeckého portrétu prezidenta T. G. Masaryka na koni Hektorovi v parku v Lánech.
- Bohumil Hrdlička (25. 4. 1919 Čáslav – 24. 2. 2006 Düsseldorf, Německo), operní režisér. Do roku 1957 byl hlavním režisérem opery Národního divadla v Praze. V roce 1957 emigroval do Německa. Působil jako operní režisér v Deutsche Oper am Rheim v Düsseldorfu a pohostinsky režíroval ve všech významných operách Německa a Švýcarska.

### I
- Josef Illner (27. 8. 1839 Čáslav – 6. 2. 1894 Brno), právník, hudební kritik a skladatel. Majitel hudební školy v Brně, organizátor tamního ochotnického divadla, zakladatel a sbormistr pěveckého sboru spolku Vesna. Propagátor Smetanova díla a organizátor jeho prvního koncertu v Brně. Zasloužil se rovněž o rozvoj hasičského hnutí v Brně a na Moravě a stal se prvním starostou Ústřední jednoty hasičské na Moravě.

### J
- Karel Jarolím (* 23. 8. 1956 Čáslav), fotbalový trenér (ŠK Slovan Bratislava).
- Jan Javorský (27. 4. 1903 Čáslav – 14. 3. 1986 Praha), akademický malíř, ilustrátor a grafik. Vystudoval Akademii výtvarných umění v Praze a věnoval se převážně knižním ilustracím zejména dětských a dobrodružných knih.
- Ing. arch. Zdeněk Jirout (25. 2. 1924 Čáslav – 30. 1. 2014), čáslavský architekt; podílel se na stavebních a estetických proměnách Čáslavi. Je například tvůrcem řešení fasády městských lázní, barevného provedení druhé budovy městského úřadu či nových bytových domů vystavěných v areálu bývalých kasáren Prokopa Holého. Je také autorem interiéru obřadní síně v čáslavské radnici, pamětních desek (např. J. V. Sticha Punto), památníků (např. památníku obětem v Mahenově ulici či pomníku 21. dělostřeleckému pluku, umístěného při vjezdu do areálu dřívějších Žižkových kasáren), kolumbária na místním hřbitově a obnovení pietní podoby čáslavských stínadel.
- prof. JUDr. Richard Jung, Ph.D. (19. 6. 1926, Čáslav – 30. 3. 2014), sociolog, vysokoškolský pedagog a odborný publicista. Od února 1948 v exilu, studoval politickou vědu a sociologii na univerzitě v Oslo, od roku 1954 byl studentem sociologie na Kolumbijské univerzitě v New Yorku a v letech 1955–1957 na Harvardově univerzitě. Po ukončení studia působil nejprve na různých univerzitách a pracovištích Spojených států, dvacet let pak učil v Edmontonu na Univerzitě státu Alberta v Kanadě. V roce 1990 se vrátil do Kutné Hory, kde založil International Center for Systems Research.

### K
- Věra Kádnerová, roz. Rychetská (8. 7. 1904 Čáslav – 29. 1. 1984 Kladno), knihovnice, překladatelka z francouzštiny, autorka rozsáhlých bibliografických soupisů určených k výuce předmětů na základních a středních školách.
- Stanislav Kasparides (Casparides) (23. 5. 1809 Čáslav – 2. 4. 1892 Čáslav), malíř – portrétista. Absolvoval pražskou a vídeňskou akademii, působil v Praze a na zámcích české šlechty, kterou portrétoval.
- Josef Klečka (1874 Čáslav – 1924 Praha), finančník, filatelista, redaktor, učitel. Spoluzakladatel Svazu československých filatelistických spolků. Pomáhal zakládat tyto zájmové organizace po českých městech. Vedoucí redaktor odborného časopisu Český filatelista. V roce 1921 vydal první katalog známek ČSR.
- Josef Klicpera (14. 9. 1838 Čáslav - ?), pedagog, autor učebnic češtiny a čítanek. V r. 1878 vydal první českou čítanku.
- Rudolf Klier (6. 8. 1883 Čáslav – 15. 7. 1955 Praha), klavírní pedagog. Sbormistr pěveckého spolku Škroup v Praze. Učitel na Mikešově klavírní škole. Od roku 1919 vlastnil v Praze hudební školu. Od roku 1939 učil na pražské konzervatoři. Autor klavírních skladeb, článků a příležitostných referátů v Lidových novinách a Hudebních rozhledech.
- Václav František Kocmánek (Kozmanides n. Kozmanecius) (1607 Čáslav – 1679 Praha), dramatik, básník a prozaik; absolvent jezuitské akademie a pražské univerzity, autor komedií, veršovaných skladeb se sociální tematikou a memoárových zápisků o pražských osobnostech za třicetileté války.
- Ferdinand Kocourek (15. 10. 1848 Čáslav – 20. 2. 1898 Praha), státní úředník, rada pražského poštovního ředitelství, spoluautor české poštovní terminologie.
- doc. Mgr. Renata Kodadová (25. 2. 1942 Čáslav - 9. 3. 2025), harfenistka České filharmonie. Absolventka Hudební fakulty Akademie múzických umění v Praze, obor harfa. V roce 1970 se stala první ženou - členkou České filharmonie v historii tohoto souboru; působila zde do r. 2004. Od roku 1988 učila na Hudební fakultě AMU v Praze.
- Jan Kořínek (12. 2. 1626 Čáslav – 12. 8. 1680 Praha), jezuitský kněz, pedagog a spisovatel. Autor latinské veršované skladby, filozofického spisu a publikace Staré paměti kutnohorské, kde zachycuje historii města od nejstarších pověstí až po rok 1614.
- gen. Jan Kout (27. 7. 1856 Čáslav – 19. 5. 1926 Praha), generální intendant rakousko-uherské branné moci, vrchní inspektor Ministerstva zeměbrany ve Vídni, generál intendantstva V. hodnostní třídy.
- prof. PhDr. Jan Blahoslav Kozák (4. 8. 1888 Čáslav – 9. 1. 1974 Praha), profesor dějin filozofie, protestantský teolog, evangelický duchovní a politik; děkan Filozofické fakulty UK Praha.
- Ladislav Kozák (17. 12. 1900 Praha – 5. 2. 1988 Karlovy Vary), architekt, stavitel a urbanista. Se starším  bratrem Bohumírem Kozákem stavěl domy v Praze, prováděl územní plány Ostrova, Kynšperka a Chlumu nad Ohří a studie rozvoje lázeňství v Karlových Varech.
- Josef František Král (29. 7. 1860 Čáslav – 5. 2. 1934 Praha), učitel, regionální amatérský historik, národopisec, herec a režisér ochotnického divadla; 45 let žil a pracoval ve Vamberku a napsal dějiny tohoto města.
- PhDr. Josef Krása, CSc. (9. 8. 1933 Čáslav – 20. 2. 1985 Praha), historik umění; od roku 1991 nese jeho jméno cena udělovaná mladým badatelům za mimořádný přínos v oboru.
- doc. Ing. Martin Kuchař, Ph.D. (* 17. 9. 1980 Čáslav), chemik. Vystudoval obor Organická chemie na Vysoké škole chemicko-technologické v Praze. V roce 2008 získal doktorát na Ústavu organické chemie a biochemie AV ČR. Poté začal pracovat jako odborný poradce v oblasti psychoaktivních látek pro Policii ČR a stal se členem pracovní skupiny Systém včasného varování pro Národní monitorovací středisko pro drogy a drogové závislosti a národním reprezentantem Mezinárodní asociace forenzních toxikologů (TIAFT). Vzrůstající zájem o tyto látky se pak přelil i do jeho výzkumné činnosti, která vyústila v obhájení habilitační práce o nových psychoaktivních látkách. Od roku 2014 vede Laboratoř forenzní analýzy biologicky aktivních látek na Fakultě potravinářské a biochemické technologie VŠCHT v Praze.
- Vladislava Kuřátková (* 2. 9. 1956 Čáslav), malířka. Vystudovala gymnázium v Čáslavi (1975) a Vysokou školu uměleckoprůmyslovou v Praze (1982), obor monumentální malba. Žačka L. Vacka a Q. Fojtíka. Autorka svatební síně v Horních Počernicích, Domu služeb v Kolíně atd. Žije a tvoří v Horních Počernicích.

### L
- Bedřich Ladislav Lašek (25. února 1863 Čáslav – 28. května 1928 Tver, Rusko), český hudební skladatel, učitel hudby, publicista a spisovatel, později žijící v Rusku.

### M
- Jiří Mahen (12. 12. 1882 Čáslav – 22. 5. 1939 Brno), spisovatel.
- Tylda (Matylda) Meinecková (26. 11. 1888 Čáslav – 5. 12. 1938 Praha), učitelka francouzštiny a němčiny, prozaička a publicistka; autorka povídek a románů.
- František Meisl (1854 Čáslav – 19. 11. 1933 Roudnice), houslista a skladatel. Hru na housle studoval mimo jiné v Paříži u Charlese Dancly (Charles Dancla). Byl majitelem továrny v Čáslavi, koncertoval ve prospěch Ústřední matice školské po českých městech. Udržoval přátelské styky s Antonínem Dvořákem, Františkem Ondříčkem, Karlem Weissem, Hanušem Wihanem a jinými.
- doc. Ing. Vojtěch Merunka, Ph.D. (* 13. 3. 1967 Čáslav), vysokoškolský učitel, specialista v oboru OOP, autor a propagátor jazyka novoslověnština a později spoluautor jazyka mezislovanština. Odborně spolupracoval na filmu Václava Marhoula Nabarvené ptáče, který byl roku 2019 nominován na Oscara za nejlepší cizojazyčný film. Film je částečně natočen v jím vytvořené mezislovanštině.
- prof. RNDr. Milan Mikan (16. 7. 1892 Čáslav – 27. 5. 1968 Praha), matematik, vysokoškolský pedagog, autor odborných publikací a popularizátor matematiky.
- František Moravec (generál) (23. 7. 1895 Čáslav – 26. 7. 1966 Washington D. C., USA), československý legionář, důstojník Československé armády a přednosta druhého oddělení Hlavního štábu (vojenská zpravodajská služba).

### N
- Jan Novák (1899 Čáslav – 1970), malíř-krajinář a učitel na Čáslavsku. Absolvent Uměleckoprůmyslové školy v Praze, žák J. Schustera.
- Josef Novák (* 19. 10. 1951 Čáslav), malíř – krajinář a pedagog, absolvent čáslavského gymnázia. Více než 40 let (od roku 1977) byl pedagogem gymnázia a Střední pedagogické školy v Čáslavi. Kromě krajinomalby se věnuje řadě výtvarných technik: grafice, plastice, keramice, malbě na porcelán, leptanému sklu, soustruženým a malovaným hračkám, šperku ad. Pro vesnické kostely v obcích Horky a Sochořov vytvořil v letech 1998 a 2000 dva oltářní obrazy. Je členem Středočeského sdružení výtvarníků, od roku 1980 vystavuje doma i v zahraničí.

### O
- Filip Maxmilián Opiz (5. 6. 1787 Čáslav – 20. 5. 1858 Praha), botanik.
- Jakub Optalius z Třebnice (1599 Čáslav – 16. 10. 1671 Rokycany), humanistický básník a spisovatel.
- JUDr. Dr. techn. ing. Eduard Outrata (7. 3. 1898 Čáslav – 8. 6. 1958 Praha), národohospodář a československý politik, účastník protinacistického odboje; otec ekonoma a statistika Edvarda Outraty.

### P
- Rudolf Paďouk (1876 Čáslav – 1957), fotograf, průkopník realismu ve fotografii. Ředitel nemocenské pokladny v Čáslavi. Předseda čáslavského fotoklubu, v roce 1919 založil při nemocenské pokladně v Čáslavi fotografický ateliér. Přispíval do rakousko-uherského fotografického časopisu Wiener Mitteilungen, později do Rozhledů fotografa a Fotografického obzoru. Průkopník realismu ve fotografii, propagátor nových fotografických postupů. Autor publikace Umělecká fotografie a její tvorba. Vystavoval doma i v zahraničí a získal řadu ocenění.
- Rudolf Paďouk, jr. (9. 1. 1906 Čáslav - 1982), fotograf, syn fotografa Rudolfa Paďouka. Správce nemocenské pokladny, úředník pojišťovny a správce nemocnice v Čáslavi. Základy umělecké fotografie získal od svého otce, až v letech 1965–1966 absolvoval kurs výtvarné fotografie u J. Šmoka v Praze. Od roku 1919 člen čáslavského fotoklubu. Ve 30. letech patřil k předním fotografům, po roce 1939 fotografoval velmi málo a vrátil se k této činnosti až v roce 1969, kdy odešel do důchodu a přesídlil do Prahy. Od roku 1972 člen fotografického kroužku v Praze-Libni.
- Eva Pavelková (* 12. 5. 1952 Čáslav), operní a operetní zpěvačka a pedagožka. Působila ve sboru Národního divadla v Praze a jako sólistka operetního souboru plzeňského Divadla J. K. Tyla.
- Emil Pitro (14. 1. 1927 Čáslav – 16. 1. 1971 Praha), sbormistr a hudební pedagog. Sbormistr AUS Víta Nejedlého, 2. sbormistr Symfonického orchestru hl. města Prahy FOK.
- Otto Pluhař (26. 11. 1926 Čáslav – 1989 Čáslav), houslista a středoškolský pedagog. Člen Kolínské filharmonie, koncertoval s A. Holečkem a Z. Kožinou, doprovázel dětský pěvecký sbor manželů Machotkových, vyučoval na čáslavském gymnáziu.

### Q
- Ladislav Quis (5. 2. 1846 – 1. 9. 1913), básník, překladatel a spisovatel.

### R
- Karel Rausch (28. 1. 1876 – 1954), brigádní generál. V letech 1919–1934 první velitel Československého vojenského zeměpisného ústavu. Zasloužil se o založení československé názvoslovné komise v čele s L. Niederlem a I. Honlem. Člen předsednictva Čs. společnosti zeměpisné.
- Antonín Růžička (6. 7. 1887 – 14. 5. 1951), malíř – portrétista a autor žánrových obrazů, pedagog; vynikal zejména v technice pastelu. Studoval AVU v Praze u Hynaise, Dítěte a Preislera. Byl oceněn Turkovou cenou a cenou České akademie. Vystavoval již od mládí nejen v Čechách, ale například i v Londýně a New Yorku. Pro Dusíkovo divadlo vymaloval novou oponu s pohledem na Čáslav.

### S
- Jakub Sixt n. Sixtův (?, ppod. Čáslav – 1611, Čáslav), čáslavský městský písař (od roku 1582), městský primas (od roku 1605), čáslavský konšel a berník čáslavského kraje. Stýkal se s mnoha humanistickými básníky, zasloužil se o zvelebení čáslavské školy, místního kostela i celé obce. V roce 1601 obdržel se svým bratrem Václavem šlechtický přídomek "ze Zvěřetína".
- Petr Skála (herec), vl. jménem Ladislav Kopeček (17. 8. 1925 Čáslav – 2. 4. 2004 Pardubice), zejména divadelní herec; většinu své profesionální kariéry působil ve Východočeském divadle v Pardubicích.
- Lola Skrbková, vl. jménem Aloisie Skrbková (16. 2. 1902 Čáslav – 28. 9. 1978 Brno), česká herečka, divadelní režisérka, divadelní publicistka a pedagožka, manželka herce Viléma Pfeiffera.
- Josef Skřivánek (19. 11. 1868 – 28. 1. 1934), stavitel. V letech 1885–1895 působil v Srbsku a Uhrách zejména na stavbě železnic. Po návratu do Čech převzal stavební firmu svého otce Františka Skřivánka v Čáslavi a začal spolupracovat se stavitelem a architektem Václavem Svobodou. Jako stavitel působil zejména v Čáslavi, kde vytvořil řadu plánů veřejných budov, např. na přístavbu gymnázia či občanskou záložnu a postavil zde mj. synagogu, okresní nemocnici a sokolovnu. Zasloužil se také o nové krovy kostela sv. Petra a Pavla v Čáslavi. Byl hercem místního ochotnického divadelního spolku, scénografem a od roku 1903 také hlavním režisérem. Při požáru čáslavského divadla v roce 1923 spolu s několika dobrovolníky zachránil z hořící budovy téměř celou knihovnu s archivem a inventář šaten. Byl spoluautorem projektu rekonstrukce tohoto divadla a Tylova divadla v Kutné Hoře.
- prof. Ing. Ladislav Skřivánek (21. 6. 1877 – 1957), architekt a pedagog Uměleckoprůmyslové školy. Studoval architekturu na Akademii výtvarných umění ve Vídni, Berlíně a Charlottenburgu. Žák prof. Ohmanna. Spolupracoval na některých projektech s Jože Plečnikem. Autor návrhů pomníků, náhrobků, bytové architektury, regulačních a zastavovacích plánů měst, tvůrce sgrafit.
- Jan Slabý (16. 2. 1902 – 28. 9. 1978), spisovatel. Autor básní, písňových textů a povídek, scénářů k literárním a poetickým pořadům.
- Josef Spudil (1809 Klášterec – 25. 5. 1885 Čáslav), architekt, stavitel, výtvarník; od r. 1854 působil jako ředitel reálky v Čáslavi, byl architektem první zdejší divadelní budovy a autorem první opony (byla zničena při požáru dne 1. ledna 1923). Za své zásluhy byl roku 1868 jmenován čestným čáslavským měšťanem.
- Josef Svoboda (10. 5. 1920 – 8. 4. 2002), scénograf, jevištní výtvarník a pedagog.

### Š
- gen. Ing. František Škvor (2. 2. 1868 – 23. 6. 1941), armádní generál, přednosta Presidiálního odboru ministerstva národní obrany, přednosta Všeobecně vojenského odboru ministerstva národní obrany, velitel Zemského vojenského velitelství v Bratislavě.
- MUDr. Bohumil Špaček, DrSc. (16. 3. 1911 – 13. 3. 1986), lékař – chirurg, zakladatel moderní experimentální chirurgie. V roce 1959 zakladatel a do roku 1970 ředitel Ústavu klinické a experimentální chirurgie v Praze – Krči. V letech 1973–1983 přednosta chirurgické kliniky Lékařské fakulty hygienické v Praze – Vinohradech. Člen vědeckého kolegia lékařských věd ČSAV, předseda prezídia Čs. lékařské společnosti J. E. Purkyně a dalších. Vedoucí redaktor měsíčníku Rozhledy v chirurgii. Jeden ze zakladatelů experimentální chirurgie v ČSSR.
- prof. RNDr. Zdeněk Vlastimil Špinar, CSc. (4. 4. 1916 – 14. 8. 1995), paleontolog, pedagog Přírodovědecké fakulty UK. Od roku 1965 profesor zoopaleontologie na Přírodovědecké fakultě UK, kde působil do roku 1981. Pracovně pobýval v Libyi, Tunisku, Alžírsku a Antarktidě. Přispíval do odborných časopisů celého světa. Od roku 1969 spolupracoval s akademickým malířem Zdeňkem Burianem na obrazových rekonstrukcích vyhynulých živočichů. Předseda Československé společnosti pro mineralogii a geologii a Československého národního paleontologického komitétu. Zabýval se paleontologií obojživelníků a jejich evolucí. Popularizátor paleontologie. Autor vysokoškolské učebnice a odborných publikací.
- Petr Šturma (5. 1. 1930 Čáslav - 29. 5. 1995 Praha), akademický sochař a medailér. V letech 1945-1948 absolvoval pražskou Státní keramickou školu a v letech 1948-1954 vystudoval Akademii výtvarných umění u Jana Laudy a Otakara Španiela). Specializoval se na monumentální i drobnou volnou figurální plastiku v duchu syntetického kubismu a zjednodušený portrét. Vytvořil řadu plastik pro interiéry i exteriéry, reliéfů, pamětních desek atd. Je mj. autorem pamětní desky Alberta Einsteina ve vstupní hale Přírodovědecké fakulty UK (odhalena 2. června 1965) a busty svého prastrýce, profesora matematiky a rektora Univerzity Karlovy, Karla Petra. V r. 2017 vydalo nakladatelství Art s.r.o. monografii Petr Šturma : putování za sochou autorů Karla Scherzera a Karla Žižkovského. Manželkou Petra Šturmy byla malířka a grafička Alena Antonová.

### T
- Karel Teige (23. 10. 1859 – 20. 2. 1896), muzikolog, hudební redaktor a kritik. Redigoval hudební časopisy Dalibor a Česká Thálie, věnoval značné úsilí propagaci díla hudebního skladatele Bedřicha Smetany a v roce 1893 se podílel na založení Smetanova muzea.
- František Tesař (* 27. 3. 1936), mozaikář a restaurátor. Vystudoval Střední uměleckoprůmyslovou školu v Praze – obor nástěnných technik (1957). Od roku 1994 pracuje ve vlastním ateliéru v Čáslavi. Věnuje se tvorbě a restaurování skleněných a kamenných mozaik. Podle vlastního návrhu provedl znak města Čáslavi na místní synagoze, výzdobu fasády na Domě pečovatelské služby v Čáslavi, broušenou kamennou mozaiku pro Královskou mincovnu ve Vlašském dvoře v Kutné Hoře a další. Ve volné tvorbě se zaměřuje na malbu lidské figury – aktu. Spoluzakladatel zájmového sdružení R – klub, kde se členové zabývají právě studiem aktu. Účastník řady společných výstav, spoluautor sborníků a autor ilustrací.
- Rudolf Těsnohlídek (7. 6. 1882 – 12. 1. 1928), spisovatel.
- Ivan Tlustý (* 14. 9. 1955, Čáslav), sochař. V letech 1981–1983 soukromě studoval a pracoval v ateliéru sochařky Magdalény Jetelové v Praze. V letech 1984–1990 žil v Německu a v USA. V roce 1990 absolvoval Akademii der Bildenden Künste v Mnichově, obor volné sochařství, u prof. Eduarda Paolozziho. Od roku 1987 se zúčastnil mnoha skupinových i samostatných výstav a studijních pobytů v České republice, USA, Německu, Polsku a Francii. Je zastoupen ve veřejných i soukromých sbírkách. Žije a pracuje v Praze a v Chodově u Bečova nad Teplou.
- doc. PhDr. Hugo Traub (18. 4. 1879 – 1942), historik, pedagog a publicista; absolvent čáslavského gymnázia, docent historie na brněnské technice, autor monografie o F. L. Riegrovi. Zahynul v koncentračním táboře Sobibor.

### U
- František Baltazar Ulm (14. 6. 1810 – 15. 4. 1881), hudební kritik a skladatel, novinář.
- Eli Urbanová, vl. jm. Eliška Urbanová (8. 2. 1922 – 20. 1. 2012), esperantská básnířka a prozaička, absolventka gymnázia a učitelského ústavu v Čáslavi.
- Milan Urban (* 15. 10. 1958), český politik, poslanec Poslanecké sněmovny, ministr průmyslu a obchodu. Předseda fotbalového klubu Zenit Čáslav.

### V
- gen. just. JUDr. Jan Emanuel Vančura (2. 6. 1895 – 5. 1. 1959 Uherské Hradiště), ruský legionář, za 2. světové války člen odbojové organizace Obrana národa a příslušník čs. vojenských jednotek v zahraničí, v letech 1948–50 prezident Vrchního vojenského soudu v Brně. V Čáslavi rovněž v r. 1913 završil studium na místním vyšším gymnasiu.
- Václav Vančura (6. 1. 1857 – 26. 5. 1952), biskup Jednoty bratrské, redaktor a publicista. V letech 1909–1926 člen úzké rady Jednoty bratrské. V březnu 1946 zvolen prvním českým biskupem obnovené Jednoty bratrské. Spolupracovník a redaktor časopisu Bratrské listy, autor spisů o bratrských misiích.
- Pavel Váša, pseud. Čeveř (23. 1. 1874 – 20. 3. 1954), filolog, literární historik a novinář. Redaktor Lidových novin v Brně. Zabýval se moravským folklórem, člen Ústavu pro lidovou píseň. Spolu s Leošem Janáčkem vydal Moravské písně milostné. Překladatel z angličtiny. Autor středoškolských čítanek, memoárů a biografií T. G. Masaryka a J. A. Komenského.
- Jan Vedra (4. 11. 1935 – 4. 7. 1996), klavírista, hudební pedagog. Hru na klavír studoval již od dětství na hudební škole v Čáslavi u Stanislava Macha. Absolvent čáslavského gymnázia (1953), pražské konzervatoře a Akademie múzických umění. Žák V. Holzknechta a F. Raucha. Dva roky působil v Armádním uměleckém souboru. Poté pedagog pražské AMU. Koncertoval v Čechách i v zahraničí, nahrával v rozhlase i u gramofonových firem.
- Aleš Veselý (3. 2. 1935 – 14. 12. 2015), sochař a malíř; absolvent a pozdější profesor AVU v Praze, autor památníku obětem holocaustu před budovou bývalé synagogy v Kutné Hoře, bývalý člen rockové skupiny Žabí hlen.
- Antonín Konstantin Viták (9. 6. 1835 v Čáslavi – 6. 3. 1906 v Praze), pedagog a spisovatel. Původně člen piaristického řádu, průkopník předškolní výchovy dětí a bojovník za sekularizaci školství. Založil významný pedagogický časopis „Pěstoun“. Část života prožil pod policejním dohledem. Jeho zřejmě nejvýznamnějším dílem je kniha Dějiny královského věnného města Dvora Králové nad Labem a dvousvazkové Paměti starého učitele vlastence, persekucí postiženého.
- Jan Vlasák (herec) (* 3. 2. 1943), divadelní, filmový a rozhlasový herec a dabér.
- Alois Vraný, také Alois Vladislav Vraný nebo Alois Ladislav Vraný (27. 11. 1851 – 30. 9. 1907), čáslavský malíř, absolvent pražské akademie výtvarných umění; věnoval se zejména malbě krajin a zátiší, celý život pracoval v Čáslavi.
- Ilona Vodochodská (* 23. 3. 1961), grafička a ilustrátorka.
- Luděk Vojtěchovský (* 11. 8. 1959, Čáslav), fotograf a grafik.

### Z
- PhDr. Michael Zachař (* 9. 6. 1965), historik umění, památkář a odborný publicista. Vystudoval dějiny umění, historii, český jazyk a literaturu na Filozofické fakultě UK v Praze. Věnuje se českému malířství 19. a počátku 20. století se zaměřením na krajinomalbu Mařákovy školy. Autor monografie Františka Kavána.
- Ludmila Zittová, provd. Dušánková (18. 12. 1888 – ?), operní pěvkyně – sopranistka. Zpěv studovala v Praze u H. Knittlové a tenoristy Národního divadla R. Figara-Hofera, v Kyjevě u koncertní pěvkyně E. B. Tarasevičové. V letech 1923–1926 sólistka opery v Plzni, 1926–1928 Jihočeského divadla v Českých Budějovicích a 1928–1932 opět v Plzni.

### Ž
- Jiří Žantovský (9. 4. 1909 Čáslav – 29. 7. 2000 Praha), knihovník, propagátor česko-židovské symbiózy, odborník na dílo Franze Kafky. Synovec sochaře Jaromíra Čermáka, vnuk numismatika a archeologa Klimenta Čermáka, otec překladatele, politika a diplomata Michaela Žantovského. Absolvent čáslavského gymnázia. Do Čáslavi se často vracel a podporoval zdejší kulturní aktivity.

## Žili, studovali a působili či působí v Čáslavi

### A
- Karel Adamec st. (1817 – 13. 9. 1913 Čáslav), hodinář, výrobce věžních hodin; od r. 1860 působil v Čáslavi a v r. 1910 zhotovil hodiny pro věž zdejšího kostela sv. Petra a Pavla.
- Eva Albrechtová (5. 12. 1961 Prostějov - 5. 7. 2020 Brno), v letech 1991 - 2020 ředitelka Dusíkova divadla v Čáslavi; pod jejím vedením proběhla mj. rozsáhlá rekonstrukce divadelní budovy.
- PhDr. Blanka Altová, Ph.D. (* 4. 2. 1954), roz. Janáková, historička umění, odborná publicistka; vystudovala čáslavské gymnázium.
- František Andrle (1838 - ?) byl pedagog a autor povídek pro děti a mládež a překladatel z francouzštiny; jeho texty byly publikovány např. v Laciné bibliotéce nebo časopisech Budečská zahrada, Besídka Malých či Česká Škola. Od r. 1866 vyučoval na obecné škole v Čáslavi.
- Jaroslav Auerswald (28. 6. 1870 – 29. 1. 1931), herec, režisér a scénograf; vystudoval gymnázium v Čáslavi.

### B
- František Xaver Josef Beneš (6. 8. 1820 – 10. 5. 1888), archeolog a konzervátor stavebních památek. Od roku 1854 konzervátor památkové péče čáslavského kraje, později archivář hraběte Harracha a přísežný odhadce zemského soudu. Zasloužil se o obnovu sedlecké kostnice, chrámu a památek v Kutné Hoře, spoluzakládal archeologické spolky v Čáslavi a Kutné Hoře. Člen Královské české společnosti nauk. V letech 1868–1879 správce archeologických sbírek Národního muzea a v roce 1872 konzervátor památkové péče pro Prahu. Podílel se na založení Muzea hl. města Prahy. Napsal publikaci o hradištích na Čáslavsku.
- Ing. Josef Rudolf Beneš (20. 1. 1922 Nymburk - 11. 9. 2017), překladatel, zakladatel českého badmintonu, trenér a kouč reprezentačního družstva dospělých. Od roku 1993 žil s manželkou, spisovatelkou a překladatelkou Naďou Benešovou, střídavě v Praze a Čáslavi. Byl čestným předsedou a sponzorem Literárního klubu Dr. Nadi Benešové při Městském muzeu a knihovně Čáslav.
- Bohuslav Bílejovský (1480 – 8. 1. 1555), utrakvistický kněz a kronikář. Mládí prožil v Kutné Hoře, poté byl kaplanem v Mělníku a Čáslavi, později duchovním v Kutné Hoře, Táboře a Praze. Autor Kroniky české.
- Marie Bisingerová (* 29. 12. 1944), ředitelka Okresního archivu v Kutné Hoře; absolventka Střední všeobecně vzdělávací školy v Čáslavi. Držitelka medaile Za zásluhy o české archivnictví, autorka odborných prací, zaměřených především na dějiny Kutnohorska.
- Ladislav Boháč (14. 4. 1907 – 4. 7. 1978) herec, režisér a divadelní organizátor; v Čáslavi žil jako chlapec se svojí matkou u jejích rodičů, poté, co jeho otec získal stipendium v zahraničí a rodinu opustil. Rodina pak přesídlila do Prahy.
- Prof. Mgr. Ilja Bojanovský (20. 1. 1923 – 14. 2. 2009), kameraman a fotograf; původním povoláním obchodní příručí v drogerii v Čáslavi. Absolvent pražské FAMU, v letech 1976–1980 byl jejím děkanem. V letech 1980–1991 rektor AMU. V letech 1961–1990 hlavní kameraman hudebního vysílání Československé televize. Autor fotografické publikace Kutná Hora – sedm století krásy, skript a článků o filmové tvůrčí práci v časopise Čs. fotografie. Kameraman 1300 filmových a televizních hudebních pořadů, hlavně operních, operetních a baletních inscenací, symfonických a komorních koncertů.
- Josef Viktor Bok (22. 7. 1849 – 12. 3. 1911), sbormistr a učitel. Od roku 1874 učitel na obecní škole v Čáslavi. Sbormistr pěveckého spolku Kovář, od roku 1896 sbormistr Hlaholu. Člen Čáslavského kvarteta.
- Blažena Borovičková-Podpěrová (8. 5. 1894 – 20. 4. 1980), sochařka; od roku 1922 žila a tvořila v Čáslavi.
- PhDr. Vladimír Bozděch (7. 2. 1928, Hostouň – 10. 8. 1991, Praha), básník, středoškolský a vysokoškolský pedagog, rozhlasový redaktor, odborný publicista a překladatel francouzské a italské poezie; absolvent gymnázia v Čáslavi. Po vyloučení ze studia na Filozofické fakultě UK v Praze se v roce 1949 stal dělníkem kladenských hutí; studium dokončil v roce 1957. Do roku 1961 působil jako středoškolský pedagog, v letech 1962–1972 byl redaktorem československého rozhlasu. Při zaměstnání vystudoval Fakultu osvěty a novinářství, kde později vyučoval externě český jazyk a stylistiku.
- Bohumil Böhm (27. 1. 1901, Koldín - 19. 2. 1973, Čáslav), v letech 1931-1942 a 1945-1952 profesor zeměpisu a tělocviku na čáslavském gymnasiu. V r. 1952 byl ve vykonstruovaném procesu komunistické justice zaměřeném na členy Sokola odsouzen za zločin velezrady na 17 let vězení; propuštěn byl na amnestii v r. 1960. Zemřel bezdětný a nikdy nebyl rehabilitován.
- mistr Brikcí z Licka (asi 1488, Kouřim – 16. 11. 1543, Praha n. Čáslav) právník, politik, soudní písař, spisovatel a mistr pražské univerzity; na sklonku života se stal čáslavským měšťanem a možná zde i zemřel. Jako člen čáslavského literátského bratrstva se údajně podílel na tvorbě čáslavského kancionálu, dokončeného roku 1557.

### C
- RNDr. Antonín Culek (12. 11. 1904 – 14. 7. 1955), pedagog, geolog a vlastivědný pracovník; vystudoval gymnázium v Čáslavi, od roku 1936 zde učil. Po 2. sv. válce byl konzervátorem státní ochrany přírody pro okres Čáslav. Zabýval se geologií, geomorfologií, ornitologií, botanikou a historií a vlastivědou Čáslavska. Od roku 1928 prováděl geologické mapování podhůří Železných hor. Člen redakční rady vlastivědného sborníku Podoubraví, autor řady odborných prací.

### Č
- Josef Čepek (23. 11. 1905 – 20. 5. 1975), pedagog, vlastivědný pracovník, národopisec; absolvent učitelského ústavu v Čáslavi. Učitel v Tisu, ve Zbyslavi a Vrdech. Zabýval se vlastivědnou činností, sbíral národopisné pohádky a pověsti. Publikoval v Podoubraví, zpracoval kroniky spolků v Dolních Bučicích a ve Vrdech. Kronikář obce Vrdy.
- Rudolf Černý (20. 4. 1878 – 5. 1. 1947), flétnista, hudební pedagog, skladatel a publicista; absolvent nižšího gymnázia v Čáslavi. Do roku 1902 první flétnista opery ve Lvově a Kyjevě, od roku 1902 člen orchestru Národního divadla v Praze, v letech 1902–1939 pedagog hry na flétnu na pražské konzervatoři. Autor skladeb pro hoboj a klavír, četných kvintet, symfonických básní, opery Křivda, písní, sborů aj.; autor pedagogických děl.
- Milan Červinka (* 12. 4. 1926 v Kroměříži), malíř, spoluzakladatel výtvarné skupiny A7 (v roce 1993), od roku 2012 člen Unie výtvarných umělců v Olomouci; v Čáslavi žil v letech 1936 – 46 a začínaly zde jeho první malířské pokusy při kresbě a malbě historické části města.
- Jan Čumpelík (28. 1. 1895 – 12. 10. 1965), malíř; do roku 1928 žil v Čáslavi. Po roce 1948 čelný představitel popisného propagačního realismu stalinského typu v ČSR.

### D
- Jan Dobeš (21. 12. 1845, Horní Radechová – 30. 1. 1926, Praha-Modřany) byl český učitel, kreslíř a ilustrátor. Tři roky působil jako soukromý vychovatel u ředitele cukrovaru K. Siemense v Čáslavi; zapojil se zde také do veřejného života, například hrál v místním ochotnickém spolku, vytvářel dekorace pro Dusíkovo divadlo a účastnil se činnosti čáslavské čtenářské besedy.
- Lubomír Dorůžka (18. 3. 1924 Praha – 16. 12. 2013) byl český muzikolog, novinář, překladatel, hudební organizátor, hudební publicista a pedagog. Do Čáslavi se s rodiči přistěhoval z Jaroměřic a žil zde asi sedm či osm let (do podzimu 1934), v domě č.p. 691, který jeho otec postavil.
- Jan Josef Dusík (16. 8. 1738 – 24. 6. 1818), učitel, varhaník a hudební skladatel; od roku 1758 působil v Čáslavi. Autor chrámových skladeb, kostelních písní a klavírní sonáty. Otec Jana Ladislava Dusíka a Josefa Františka Dusíka.
- prof. MUDr. Jan Dvořáček, DrSc, FCMA (nar. 20. 9. 1943, Praha); emeritní přednosta Urologické kliniky 1. LF UK a VFN v Praze; v 60. letech pracoval tři roky v nemocnici v Čáslavi.

### E
- Alois Eliáš (29. 9. 1890 – 19. 6. 1942), voják, politik, účastník domácího odboje za 2. sv. v. a předseda protektorátní vlády mezi léty 1939 a 1941; od února do dubna 1920 velitel 21. pěšího pluku v Čáslavi.

### F
- František Fromek (14. 10. 1874, Zbyslav, okres Kutná Hora – 1. 6. 1930, Praha) akademický malíř, spoluzakladatel a správce Lidové malírny; v Čáslavi vystudoval tzv. nižší gymnázium. Vystudoval pražskou Uměleckoprůmyslovou školu u prof. E. K. Lišky a Akademii výtvarných umění u F. Ženíška. Působil jako učitel kreslení na středních školách v Písku, Plzni a Telči a od roku 1922 jako profesor kreslení na průmyslové škole ve Znojmě a později na keramické škole v Bechyni. Zabýval se studiem lidového ornamentu a i jeho zásluhou byla v roce 1908 založena v Telči Lidová malírna, v níž poté mnoho let působil jako správce.
- PhDr. JUDr. prof. Josef Fišera (4. 6. 1912 – 9. 1. 2005), odbojář a profesor na pařížské Sorbonně; absolvent čáslavského gymnázia. Již od roku 1933 pomáhal německým antifašistům, Židům a obětem nacismu, kteří hledali záchranu v tehdejším Československu. Za 2. světové války činný ve francouzském odboji, zajišťoval zpravodajskou službu pro spojence, pomáhal při organizování útěků demobilizovaných československých vojáků do Anglie. Zachránil i desítky židovských dětí. V dubnu 1941 založil Křesťanský dětský domov v Přímořských Alpách, kde nalezly azyl stovky dětí. Po válce pracoval na československém konzulátu v Paříži, v roce 1948 však z čs. diplomatických služeb odešel a zůstal ve Francii. Člen, později předseda Sdružení československých dobrovolníků ve Francii. Nositel francouzského Řádu čestné legie, Řádu za zásluhy a Řádu T. G. Masaryka. Za záchranu židovských dětí obdržel vyznamenání izraelského památníku Yad Vashem v Jeruzalémě "Spravedlivý mezi národy". Bratranec spisovatele Vladislava Vančury.

### H
- Josef Havelka (19. 8. 1792 – 1. 3. 1874), překladatel, básník, prozaik, dramatik, textař; v Čáslavi působil v letech 1814–1817 jako vychovatel. Od roku 1950 rada krajského soudu ve Vysokém Mýtě a později v Jičíně. Přítel Václava Hanky, Václava Klimenta Klicpery, Bohumíra Dlabače, Karla Ignáce Tháma a dalších vlastenců. Podílel se na ochotnických hrách ve Stavovském divadle jako překladatel a nápověda.
- Kamil Hilbert (12. 1. 1869 – 25. 6. 1933), architekt; v letech 1908–1911 zde restauroval děkanský kostel sv. Petra a Pavla.
- Ondřej Hradišťský z Hradiště, bakalář, čáslavský písař (1523) člen čáslavského literátského bratrstva, berník čáslavského kraje, dědic čáslavského Hrádku.

### Ch
- prof. PhDr. Petr Charvát, DrSc. (* 12. 1. 1949 - 17. 9. 2023), archeolog a orientalista; předseda muzejního a vlastivědného spolku Včela Čáslavská, pro čáslavské muzeum připravil expozici Čáslav v pravěku a Čáslavský Hrádek.
- Antonín Chittussi (1. 12. 1847 Ronov nad Doubravou – 1. 5. 1891 Praha), malíř – krajinář; studoval na čáslavském reálném gymnasiu.

### J
- JUDr. Rudolf Jablonský (5. 12. 1836 – 30. 9. 1902), advokát, čáslavský purkmistr, zemský poslanec a čáslavský patriot. Po studiích a praxi vstoupil roku 1861 do advokátní kanceláře Josefa Zikmunda v Čáslavi, kterou později převzal. Zapojil se do místního veřejného života a ochotnického divadla. V letech 1868–1879 byl čáslavským purkmistrem, v 70. letech byl rovněž zemským poslancem. V Čáslavi založil gymnázium, sirotčinec a opatrovnu. Vedl skupinu usilující o stavbu čáslavského divadla. Od roku 1882 až do své smrti byl ředitelem místní ochotnické jednoty. Byl rovněž členem všech národních spolků a stálým předsedou konsorcia Dusíkova divadla. V Čáslavi je po něm pojmenována ulice.
- Josef Jahoda (27. 1. 1872 – 16. 12. 1946), pedagog, prozaik, básník a novinář; po roce 1894 byl učitelem obecné školy v Čáslavi, později úředníkem cukrovaru a redaktorem Čáslavských listů. Po roce 1918 byl v Čáslavi osvětovým referentem armády.
- Jaroslav Jankovský (8. 5. 1911 – 31. 12. 1962), spisovatel – romanopisec, dramaturg a dramatik her pro dospělé a mládež; absolvoval jeden rok gymnázia v Čáslavi. Po roce 1945 byl dramaturgem Východočeského divadla v Pardubicích, v letech 1945–1946 programovým ředitelem Východočeského rozhlasu, 1947–1950 lektorem a dramaturgem Čs. rozhlasu v Praze a zároveň dramaturgem karlovarského divadla. v letech 1951–1956 působil v různých funkcích na ministerstvu školství a ministerstvu kultury spojených většinou s divadlem pro mládež. V letech 1956–1959 byl zástupcem uměleckého ředitele v Divadle Spejbla a Hurvínka. Od roku 1960 tajemník sekce divadelníků Svazu čs. spisovatelů.
- Alois Ladislav Janata (1. 4. 1819 Jilemnice – 2. 2. 1880 Praha), český římskokatolický kněz, kaplan v Jilemnnici a později v Čáslavi, katecheta, kustod v Muzeu království Českého v Praze; v Čáslavi se mj. výrazně zasloužil o založení zdejšího spolku divadelních ochotníků, který vznikl v r. 1941.
- Heřman Janovský (9. 3. 1862 Trpoměchy – 19. 10. 1911 Trpoměchy), právník, statkář a politik, na počátku 20. století poslanec Českého zemského sněmu. Od roku 1894 vedl advokátní kancelář v Čáslavi. Svůj majetek odkázal na podporu školství.
- Rudolf Jedlička (22. 1. 1920 – 3. 11. 1989), operní pěvec – barytonista, režisér a pedagog; vystudoval čáslavské gymnázium. Od roku 1949 člen Národního divadla v Praze, stálý host Komické opery v Berlíně. Učitel sólového zpěvu na Hudební fakultě AMU a Konzervatoři v Praze.
- František Jelínek (12. 5. 1908 – 29. 7. 1990), malíř – portrétista; absolvent Vyšší hospodářské školy v Čáslavi. Malbu studoval soukromě u Jakuba Obrovského, od roku 1945 žil v Karlových Varech.
- Václav Vladimír Jeníček (24. 12.1873 Luže u Vysokého Mýta - 4. 11. 1954 Praha), konzervátor památkové péče, muzejní pracovník, archeolog, regionální historik, redaktor, funkcionář Klubu českých turistů; v Čáslavi působil jako učitel a proslul mj. jako autor naivního falza, tzv. Čáslavské destičky, nalezené v roce 1910 v místním kostele sv. Petra a Pavla, která měla prokazovat pravost tělesných ostatků Jana Žižky.
- prof. MUDr. Josef Jerie (20. 4 1871, Valteřice u Jilemnice – 1. 4 1951, Praha), gynekolog a porodník, jeden ze zakladatelů českého porodnictví; v Čáslavi studoval na tzv. nižším gymnáziu.
- Jakub Jůzl (11. 4. 1844, Mysletín u Humpolce –  5. 6. 1896, Vídeň) byl pedagog a školní inspektor, autor příruček v oboru měřictví a geometrie. V letech 1872 - 1879 byl ředitelem obecné a chlapecké měšťanské školy v Čáslavi.

### K
- MUDr. Jan Kafuněk (16. 8. 1899 Vilémov – 4. 5. 1943 Osvětim, Polsko), chirurg, primář nemocnice v Čáslavi, v Čáslavi rovněž vystudoval gymnázium. Od roku 1941 byl členem ilegální vojenské organizace, kde měl na starosti zdravotní zajištění odboje. V lednu 1943 byl zatčen gestapem. Ve vestibulu čáslavské městské nemocnice jej od září 2011 připomíná pamětní deska. Jeho příběhem byla inspirována novela Otakara Chaloupky a stejnojmenný film Ta chvíle, ten okamžik, natočený v roce 1981 režisérem Jiřím Sequensem.
- Františka Kafuňková-Kavánková, příp. Kutíková-Kavánková (17. 2. 1910 Praha – 1978), malířka – autorka portrétů, figurálních kompozic, zátiší a mysliveckých výjevů; žila a tvořila v Čáslavi (její manžel, umučený fašisty za lékařskou pomoc odbojářům, byl ve zdejší nemocnici primářem). Žačka malířky Ludmily Kleinmondové-Janovské. Pro kostel v Čáslavi namalovala obraz svaté Terezie.
- Jan Karafiát (1846 Jimramov – 1929 Praha), evangelický farář, básník a prozaik, odborný publicista, teolog a učitel náboženství; po roce 1872 učil v čáslavském Evangelickém učitelském semináři a vymyslel zde historicky první původní autorskou českou pohádku, knihu Broučci.
- Josef Kaunický (8. 8. 1820 Černíny u Zbraslavic - 1908), truhlář, stavitel pian a amatérský přírodovědec; čáslavskému muzeu věnoval rozsáhlou přírodovědeckou sbírku, kterou shromáždil na vlastní náklady.
- Jaroslav Antonín Kellar (26. 2. 1924 Hodkovice nad Mohelkou – 19. 8. 1988 Vlastibořice), grafik a malíř; v Čáslavi vystudoval gymnázium a umělecky zde působil. Vyučený fotograf a absolvent Státní grafické školy v Praze. Většina jeho díla vznikla v ateliéru ve Vlastibořicích.
- Josef Khyn (14. 2. 1884 Žehušice - ?), finančník, hudebník, skladatel a mecenáš; absolvent čáslavského gymnázia. Od roku 1933 vrchní ředitel Legiobanky. Založil Kroužek rodáků a přátel Žehušic, financoval pořízení pamětní desky žehušickému rodákovi Janu Václavu Stichovi, podílel se na vybudování pomníku padlým v Žehušicích, podpořil vydání publikace Dějiny městyse Žehušic, podporoval místní školu. Za 2. světové války byl internován v koncentračním táboře Terezín, kde byl hudebním organizátorem. Datum a místo úmrtí není známo. Od roku 1932 je čestným občanem Žehušic, na jeho rodném domě byla umístěna pamětní deska.
- Viktor Klen-Klein (25. 8.1870 – 19. 4. 1939), malíř – portrétista a krajinář, sochař; od roku 1898 byl profesor kreslení na čáslavském gymnáziu. Absolvent Ecole nationale des Arts decoratifs v Paříži a Uměleckoprůmyslové školy v Praze. Žák Josefa Václava Myslbeka a Antonína Slavíčka.
- Emanuel Klier, pseud. Emanuel Strašický (30. 4. 1836 – 30. 9. 1898), sbormistr, hudební skladatel a pedagog; od roku 1862 byl učitelem zpěvu a ředitelem kůru v Čáslavi, byl také sbormistrem čáslavských pěveckých spolků Kovář a Vlastimil. Absolvent varhanické školy a učitelského kursu v Praze, autor mužských sborů a pěveckých fantazií na lidové písně.
- Eduard Kohout (6. 3. 1889 – 25. 10. 1976), herec, v letech 1916 až 1960 člen činoherního souboru pražského národního divadla. V roce 1906 utekl z Plzně (kde studoval reálné gymnázium) do Čáslavi ke kočovné divadelní společnosti A. Šípkové.
- prof. RNDr. Jiří Konta, DrSc. (* 15. 2. 1922), petrolog a mineralog, vysokoškolský pedagog, odborný publicista; vystudoval čáslavské gymnázium. V letech 1943–1945 vězněn v koncentračním táboře Mauthausen. Od roku 1948 působil na UK v Praze. V letech 1959–1961 děkan Přírodovědecké fakulty, od roku 1961 profesor. V letech 1965–1966 hostující profesor Pennsylvania State University v USA. Zabývá se sedimentární a jílovou mineralogií, vlastnostmi a genezí tektilů. Zavedl nové odborné termíny v petrologii. Stal se světově uznávaným sedimentárním petrologem. Autor odborných publikací. Kniha Slyšet své srdce, napsaná v letech 2009–2010, zachycuje jeho vzpomínky na dětství prožité s rodiči a sourozenci ve Žlebech, léta strávená na čáslavském gymnáziu, pobyt na nucených pracích v Německu či věznění v koncentračním táboře.
- prof. Dr. Ing. arch. Bohumír Kozák (4. 12. 1885 Velká Lhota u Dačic – 1. 4. 1978 Praha), architekt, ochránce památek a publicista; v Čáslavi prožil mládí, vystudoval zde gymnázium a je i autorem projektu zdejší hospodářské školy. Jeho mladšími bratry byli čáslavští rodáci Jan Blahoslav Kozák a Ladislav Kozák.
- Bohuslav Kozák (28. 10. 1903 – 13. 11. 1938), malíř a grafik; absolvent čáslavského gymnázia a autor dekorací pro zdejší loutkové divadlo.
- ThDr. František Kozák (14. 11. 1857 – 24. 2. 1926), evangelický farář, redaktor a publicista; v letech 1888–1925 působil v Čáslavi, kde se zasloužil o zřízení evangelického sirotčince, nové budovy evangelického učitelského ústavu (1910) a evangelické školy. Autor náboženských statí a kázání, redaktor časopisu Hus. Otec filozofa a teologa Jana Blahoslava Kozáka.
- Zdeněk Kožina (29. 2. 1932 – 27. 2. 1984), klavírista a hudební pedagog; v Čáslavi studoval na gymnáziu a hru na klavír u Stanislava Macha. Studoval hru na klavír u Václava Holzknechta na pražské konzervatoři (1950–1955) a u Františka Maxiána na Akademii múzických umění v Praze (1955–1959). V letech 1955–1956 studoval u Hugo Steurera na Hochschule für Musik v Lipsku. Učitel klavírní hry v Deylově ústavu pro slabozraké, 1968–1984 s dvěma přestávkami na pražské konzervatoři a 1975–1977 na Janáčkově Akademii múzických umění v Brně. Vyučoval také na Musashino Academia Musicale v Tokiu. Jako klavírista získal řadu ocenění, např. na Festivalu mládeže ve Varšavě, v Schumannově soutěži v Berlíně a především Grand Prix du Disque (Charles Cros) v Paříži v roce 1968. Vystupoval jako sólový i jako komorní hráč v řadě evropských zemí a Japonsku. V posledních letech života byl členem komorního souboru Collegium tripartitum.
- PhDr. Josef Král (31. 10. 1882 Peřimov u Jilemnice – 22. 2. 1978 Praha), filosof, sociolog, překladatel, autor dějin české filosofie a estetiky; v Čáslavi studoval na gymnáziu. Učil na vysokých školách v Bratislavě a v Praze, publikoval v řadě významných odborných časopisů, přispíval do sborníků, byl členem Královské české společnosti nauk, České akademie věd a umění a vědeckých společností českých i zahraničních.
- Josef Václav Kratochvíl (30. 8. 1906 – 11. 8. 2002), sbormistr a hudební pedagog; v Čáslavi byl učitelem hudby, řídil zde dětský pěvecký sbor, Čáslavskou filharmonii a Dělnickou akademii. V letech 1940–1945 ředitel hudební školy v Opočně, založil a řídil dětský sbor Opočenští zpěváčci, organizoval Opočenské hudební soboty. V letech 1945–1958 ředitel hudební školy ve Vrchlabí, řídil dětský sbor Vrchlabští zpěváčci, organizoval Vrchlabské umělecké pátky a založil krkonošský národopisný soubor Krakonoš.
- Jarmila Kratochvílová ( 26. 1. 1951, Golčův Jeníkov), bývalá československá atletka, běžkyně na krátkých a středních tratích, držitelka současného světového rekordu v běhu na 800 m; v Čáslavi studovala na tzv. vyšším gymnáziu.
- Louis Křikava, pseud. Blažej Jordán, Louis z Přeštic nebo Vít Ryol (12. 12. 1873 Přeštice – 3. 3. 1920 Praha), spisovatel a dekadentní básník. V Čáslavi pracoval jako advokátní koncipient.
- Vratislav Křivohlavý (29. 3. 1928 – 6. 7. 1981), spisovatel; v Čáslavi absolvoval gymnázium a od roku 1955 zde trvale žil a pracoval. Absolvent Vysoké školy zemědělského a lesního inženýrství v Praze, beletrii začal psát poté, co se stal nevidomým v roce 1971. Přispíval do Lidové demokracie, Vlasty, Zemědělských novin, Světa práce a Mateřídoušky. Spolupracoval s Československým rozhlasem. Autor pohádek a próz pro mládež.

### L
- Gotthard Josef Lašek (5. 5. 1854 – 9. 2. 1937), hudební skladatel, sbormistr a dirigent, učitel; v Čáslavi získal hudební vzdělání. Od roku 1873 učitel v Kostelci n. Orlicí, kde řídil pěvecký spolek Orlice. Učitel v Častolovicích. Ředitel kůru ve Vamberku. Dirigent hudebního spolku ve Zvoleněvsi do roku 1921. V Čakovicích sbormistr pěveckého sboru Lyra. Autor tanečních skladeb, sborů a chrámové hudby.
- plk. i. m. Jan Laška (22. 11. 1914 Německý Brod/Havlíčkův Brod – 26. 4. 1944 u zámku Rowlands, Velká Británie), vojenský letec, příslušník 312. a 313. čs. stíhací perutě RAF; v Čáslavi vystudoval Vyšší hospodářskou školu. Po okupaci zbytku Československa nacistickým Německem odešel přes Polsko a Francii do Velké Británie. Zahynul nešťastnou náhodou při návratu ze cvičného bombardování.
- Jaroslav Letnianský (10. 3. 1885 – 20. 3. 1927), malíř a pedagog; v Čáslavi působil umělecky i pedagogicky. Absolvent pražské akademie, učil na gymnáziu v Čáslavi, podílel se na výzdobě čáslavského loutkového divadla.
- Jindřich Levý (1879 Podgórze, dnes Krakov-Podgórze, Polsko – 1963 Čáslav), knihkupec a nakladatel; v Čáslavi působil od r. 1899 jako účetní v knihkupectví Leopolda Horáčka (nástupce Václava Váši) a od prosince 1904 toto knihkupectví vlastnil. Podílel se významně na spolkovém a veřejném životě v Čáslavi, pořádal koncerty českých hudebníků a pěvců, v r. 1911 se podílel na organizaci čáslavského vzletu aviatika Jana Kašpara, působil v Sokole, ve vojenských spolcích a v živnostenských korporacích, podporoval turistický ruch.
- PhDr. Dagmar Lieblová, roz. Fantlová (19. 5. 1929 Kutná Hora - 22. března 2018), germanistka, překladatelka a pedagožka, pamětnice holokaustu; v letech 1956–1960 učila na gymnáziu v Čáslavi. Pochází z kutnohorské židovské rodiny, během války byla vězněna v táborech Terezín, Birkenau a Bergen-Belsen, které přežila jako jediná z celé rodiny; po válce se dva a půl roku léčila s těžkou tuberkulózou. Externě vystudovala gymnázium a po maturitě obor němčina-čeština na Filozofické fakultě UK. Několik let působila s rodinou v Ghaně, kde učila na Institut for Languages. Po návratu dlouhodobě učila na katedře tlumočnictví a překladatelství Filozofické fakulty UK. Předsedkyně Terezínské iniciativy, sdružení bývalých vězňů terezínského a lodžského ghetta z českých zemí, které pečuje o uchování památky utrpení českých Židů za 2. sv. války. Autorka překladů z němčiny. Od roku 2011 čestná občanka města Kutná Hora, nositelka Řádu TGM..
- Jan Lier, pseud. Luděk Frič / Jan Iler / Adam Zero / Vilemína Nováková (27. 10. 1852 – 2. 6. 1917), prozaik, fejetonista, divadelní a výtvarný kritik, autor studií o umění; v Čáslavi působil jako železniční úředník. Tajemník Spolku architektů a inženýrů českomoravských a tajemník Svazu mlynářů. V roce 1892 zvolen mimořádným členem České akademie věd a umění. V letech 1896–1900 dramaturg a později lektor Národního divadla. Překladatel dramat z francouzštiny, němčiny, italštiny a švédštiny. Autor románů, povídek, fejetonů, divadelní hry, divadelních referátů.
- František Lorenc (24. 12. 1872 – 24. 5. 1957), esperantista; v Čáslavi studoval několik let na gymnáziu. Narodil se ve Zbyslavi, studoval gymnázium v Čáslavi a Kolíně, ale dalších studií se musel vzdát kvůli nemoci a chudobě. Poté se stal žurnalistou, v roce 1892 působil půl roku v Kladně v redakci časopisu Omladina. Po procesu s příslušníky Omladiny utekl roku 1893 do Brazílie, kde působil až do své smrti. Zajímal se o esperanto, byl jeho prvním průkopníkem v Brazílii, v roce 1890 napsal první esperantskou učebnici pro Čechy. Byl polyglot, znal mnoho jazyků a nářečí. Přeložil např. Bhagavadgítu ze sanskrtu do esperanta a portugalštiny, Komenského Labyrint světa aj. Autor desítky odborných prací, mj. knihy o Komenském. V Brazílii nese jeho jméno (Lorenz) velké nakladatelství.

### M
- Stanislav Mach (4. 9. 1906 – 24. 12. 1975), hudební skladatel a pedagog, organizátor hudebního života na Čáslavsku; od roku 1945 sbormistr Hlaholu v Čáslavi, od roku 1948 ředitel kůru, učitel, později ředitel hudební školy, zakladatel Čáslavských hudebních střed a Dusíkovy Čáslavi. Je autorem skladeb pro různé obsazení, sborů a písní.
- Jaroslav Machotka (6. 5. 1911 – 2. 10. 1993), sbormistr, klavírista a hudební pedagog; v Čáslavi absolvoval učitelský ústav (byl dirigentem jeho velkého studentského sboru), v letech 1933–1950 byl sbormistrem čáslavského pěveckého spolku Hlahol, od roku 1947 vedl se svou ženou zdejší Dětský pěvecký sbor.
- Jaroslav Malý (9. 7. 1882 – 12. 11. 1948), sbormistr, učitel a odborný publicista; v Čáslavi působil jako učitel, ředitel kůru a sbormistr, rovněž zde zemřel. Studoval na pražské konzervatoři mj. u Antonína Dvořáka, absolvoval učitelský ústav. Od roku 1909 působil v Čáslavi jako učitel, ředitel kůru a od roku 1910 i sbormistr Hlaholu. Zasloužil se o pořádání komorních koncertů, byl iniciátorem založení městské hudební školy v Čáslavi. Později působil v kolínské a nymburské filharmonii. Za svého pobytu v USA v letech 1913–1914 byl sbormistrem českého dělnického sboru Lyra v Chicagu. Je autorem průvodce písňovou a ariovou literaturou.
- Milan Marek (21. 8. 1925 – 14. 8. 2003), středoškolský pedagog, literární historik a vlastivědný pracovník na Čáslavsku; bývalý ředitel čáslavského gymnázia a místního muzea. Po absolvování reálného gymnázia studoval český jazyk a dějepis na Filozofické fakultě UK v Praze. Krátce působil na gymnáziu v Mariánských Lázních a v Havlíčkově Brodě. Od roku 1951 učil na gymnáziu v Čáslavi, v letech 1963–1985 zastával funkci ředitele. Z jeho podnětu vznikla při gymnáziu střední pedagogická škola. Řadu let pracoval v okresním archivu a zároveň vykonával funkci ředitele Městského muzea v Čáslavi. Zakládající člen Klubu přátel výtvarného umění a Kruhu přátel hudby v Čáslavi. Zasloužil se o vznik památníků J. L. Dusíka a J. Mahena v prostorách čáslavského muzea. Zajímal se o literární historii regionu. Autor literárně historických článků a publikací.
- Karel Marysko (29. 3. 1915 – 23. 11. 1988), violoncelista, hudební skladatel a pedagog, básník a prozaik.; v Čáslavi učil na hudební škole. Absolvoval pražskou konzervatoř, v letech 1939–1942 učil na Městské hudební škole v Nymburce, poté v Čáslavi. Od roku 1944 byl violoncellistou orchestru pražského Národního divadla. V letech 1960–1961 hrál v symfonickém orchestru v Havaně, 1973–1977 ve Stavangeru v Norsku. Po návratu působil ve Smetanově divadle v Praze a krátce v lázeňském orchestru ve Františkových Lázních. Vedle hudby se od studentských let zajímal o poezii a výtvarné umění. Jeho literární tvorbu ovlivnilo přátelství s B. Hrabalem. Spolu s ním vyhlásil a propagoval směr tzv. neopoetismus. Časopisecky nepublikoval, jeho básně a prozaické texty vyšly převážně posmrtně. Autor klavírních a orchestrálních skladeb, hudby k činohrám, básnických a prozaických textů.
- Jan Ladislav Mašek (28. 2. 1828 Pohorovice – 9. 1. 1886 Praha), pedagog, organizátor a vedoucí učitelských organizací, propagátor slovanské vzájemnosti, autor učebnic a redaktor knih a časopisů pro mládež. V Čáslavi působil jako pedagog ppod. v letech 1862–1867.
- Rudolf Mates (18. 8. 1881, Pečky – 4. 2. 1966, Čáslav), malíř, pedagog, divadelní ochotník a činitel Sokola. Absolvoval učitelský ústav v Kutné Hoře (maturoval roku 1901), učitelskou dráhu zahájil na Habersku, poté učil v Opočnici; v roce 1918 se stal odborným učitelem kreslení na dívčí měšťanské škole v Čáslavi a později byl jejím ředitelem. Od roku 1936 byl ředitelem měšťanské školy v Ronově nad Doubravou. V roce 1939 byl penzionován. Do čáslavského Sokola vstoupil v roce 1919, aktivně pracoval v jeho vedení. Byl malířem krajin, zátiší a květin a ilustrátorem říkadel, pohádek a knih pro mládež; nejznámější jsou jeho ilustrace ke Kožíškově Pohádce lesa, Jelínkově Kytičce poupat, Karafiátovým Broučkům nebo pohádkových knih Devatero kvítí z luhu národních pohádek: květy nejkrásnější či Národní pohádky o zvířátkách a dětech. Celkem ilustroval přes 40 knih. Navrhl prapor Sokola a oponu sokolského loutkového divadla v Čáslavi a působil jako redaktor sborníku Podoubraví. Pro kostel sv. Vavřince v Ronově nad Doubravou navrhl dvě chrámová okna představující Narození Páně a Nanebevzetí Páně, provedená z barevných skel. V roce 1957 se stal členem Ústředního svazu československých výtvarných umělců.
- Rudolf Mertlík, pseud. Václav Dědina / Radislav Hošek / Jana Nechutová / Olga Valešová (14. 5. 1913 – 28. 7. 1985), básník, umělecký překladatel, středoškolský pedagog, odborný publicista; v Čáslavi studoval na gymnáziu. Překladatel řecké, latinské, antické a středověké literatury. Koncem 60. let se podílel na založení Antické knihovny v nakladatelství Svoboda. V 70. letech nemohl publikovat a zveřejňoval své práce anonymně nebo pod cizími jmény. Editor překladové literatury. Básník, adaptátor klasických látek v prózách pro mládež.
- Jaroslav Mráz-Habrovský (14. 8. 1891 – 12. 10. 1976), akademický malíř – krajinář; umělecky působil mj. na Čáslavsku, zemřel v Čáslavi.
- Oldřich Mrňák (28. 6. 1920 – 26. 6. 2003), operní pěvec – basista a divadelní režisér; v Čáslavi studoval na gymnáziu a hudební škola. Profesionální pěveckou kariéru začínal v pražské Uránii, později byl sborovým basistou v Jihočeském národním divadle v Českých Budějovicích. V letech 1942–1945 působil ve sboru německého divadla v Liberci. Byl totálně nasazen a krátce i vězněn v Liberci a Chebu. V roce 1945 se zasloužil o vybudování českého divadla v Liberci. Vynikl zejména jako Kecal v Prodané nevěstě. Od roku 1948 se věnoval i režii.

### N
- Gustav Náhlovský (2. 10. 1885 – 8. 1. 1946), houslista, hudební pedagog; v Čáslavi působil jako ředitel hudební školy a dirigent místní filharmonie. Absolvoval pražskou konzervatoř, hru na housle studoval u O. Ševčíka. Od roku 1907 působil v Rostově, později na konzervatoři v Jekatěrinoslavi (dnes Dnepropetrovsk). V letech 1908–1914 byl učitelem na konzervatoři v Permu na Urale, kde se stal i zakladatelem Permského smyčcového kvarteta. Od roku 1926 učil na Hudební akademii v Bratislavě. Byl spoluzakladatelem první školy slovenských houslistů a Bratislavského tria. Od roku 1939 působil jako ředitel Hudební školy v Čáslavi a dirigent čáslavské filharmonie.
- Jaroslav Novotný (21. 3. 1903 – 10. 6. 1976), režisér a kameraman dokumentárních filmů, průkopník školního filmu; v Čáslavi absolvoval učitelský ústav. Autor prvního systémového návrhu na využití "světelných vyučovacích pomůcek" u nás. S filmováním začínal roku 1934 v Baťovských ateliérech ve Zlíně. Podílel se na Baťovské reklamní filmové tvorbě. Zakladatel školního filmu v Československu a první půjčovny školních filmů. Po válce vedl Zlínský ateliér a natočil řadu populárně naučných filmů. V letech 1956–1958 vyučoval filmové umění ve Vietnamu, kde natočil i několik dokumentárních filmů. Spolupracoval s cestovateli Hanzelkou a Zikmundem na jejich filmech. Po odchodu do důchodu v roce 1970 organizoval tvorbu a výrobu fotografických stereo kotoučků. Účastník seminářů a festivalových porot. Autor fotografické publikace o Indonésii Země tisíců ostrovů (1957). Držitel řady cen a vyznamenání za vynikající práci v oboru školních, populárně vědeckých a dokumentárních filmů.
- JUDr. PhDr. Ludvík Novotný, příp Luděk Novotný-Záleský (21. 5. 1903 – 31. 10. 1963), právník, odborný publicista; v Čáslavi vystudoval gymnázium. Absolvoval práva a filosofii na pražské univerzitě. Za 2. světové války dvakrát vězněn. V roce 1946 se stal pardubickým hejtmanem, v letech 1946–1948 byl poslancem Ústavodárného národního shromáždění. Po roce 1948 byl zatčen, ve vykonstruovaném procesu odsouzen na 22 let a vězněn v Leopoldově. Po amnestii v roce 1960 propuštěn; ještě téhož roku však byl za neúčast ve volbách neveřejným soudem opět odsouzen a uvězněn. Je autorem odborných publikací z oboru práva a historie.

### O
- Johann Ferdinand Opiz (11. 10. 1741 Praha – 11. 1. 1812, Čáslav), státní bankovní úředník, advokát, knihovník a historik, autor rozsáhlé korespondence, historických, státovědných a topografických textů; v Čáslavi žil od roku 1775, kdy zde získal místo finančního úředníka, až do konce života. Byl absolventem Malostranského gymnázia v Praze, od roku 1757 studoval v jezuitské koleji, kde byl jeho spolužákem i pozdější profesor matematiky na pražské univerzitě Stanislav Vydra. Po studiích práv se stal sekretářem knížete Karla Egona Fürstenberka. Dopisoval si s významnými intelektuály své doby - Maxmiliánem Lamberkem, Janem Mitrovským, Josefem Dobrovským, Ignácem Cornovou, Giacomo Casanovou a dalšími. Většina jeho literárních prací zůstala v rukopisech, výjimky tvoří jeho korespondence s Casanovou a válečná hra s názvem „Das Opiz´sche Kriegsspiel, ein Beitrag zur Bildung künftiger und zur Unterhaltung selbst der erfahrensten Taktiker.“ Jeho synem byl botanik Filip Maxmilián Opiz a malíř Georg Emanuel Opiz.

### P
- Ladislav Papež (1. 12. 1887 Krásná Hora u Sedlčan – 21. 2. 1920 Čáslav), básník a beletrista, od roku 1917 správce čáslavské nemocnice. V Čáslavi vydal v roce 1918 vlastním nákladem rozsáhlou epickou báseň Smrčanská elegie o pobělohorské době na Čáslavsku. Přispíval básněmi a fejetony do čáslavského tisku.
- Josef Patočka (3. 1. 1869 Vysoké nad Jizerou – 15. 5. 1951 Praha), klasický filolog a středoškolský profesor, otec filosofa Jana Patočky. V letech 1901–1904 vyučoval na čáslavském gymnasiu.
- Karel Pazderský (29. 4. 1894 Krchleby – duben/květen 1945, koncentrační tábor Mauthausen), učitel a malíř-autodidakt, dědeček výtvarnice Kamily Ženaté; v Čáslavi významnou část života žil, učil a maloval.
- Jiří Peca (* 30. 3. 1952, Sirákovice u Čáslavi), akademický malíř; v Čáslavi absolvoval v roce 1970 gymnázium. Vystudoval Akademii výtvarných umění v Praze, ateliér prof. Františka Jiroudka. Maluje zejména motivy Prahy, krajiny a portréty. Je členem umělecké skupiny Kompresionisti. Svými díly je zastoupen ve sbírkách nejen v Čechách, ale i v Kanadě, Spojených státech, Německu, Švýcarsku, Francii, Rusku a Nizozemsku.
- Josef Pelíšek (21. 8. 1889 Semtěš u Čáslavi – 17. 5. 1969 Praha), český básník, fejetonista a překladatel ze slovanských literatur; v Čáslavi studoval na gymnáziu.
- MUDr. Vít Petrů, CSc. (* 19. 1. 1944, Praha), přednosta Oddělení dětské alergologie a klinické imunologie v Nemocnici Na Homolce v Praze; po završení studií na pražské Fakultě dětského lékařství UK (1967) pracoval v nemocnici Čáslav, z níž v r. 1969 odešel na alergologické oddělení I. dětské kliniky v Praze k nestorovi české alergologie prof. Špičákovi.
- Ing. Emil Pick (24. 12. 1865 – prosinec 1945), podnikatel a mecenáš; v Čáslavi založil podnik Kosmos a vybudoval koupaliště.
- Ing. Josef Pivec – Jožka (25. prosince 1919, Obrnice u Mostu – 18. února 1999, Moravská Třebová) byl zemědělský inženýr, středoškolský pedagog, překladatel z němčiny, autor několika memoárových knih, povídek a básnických sbírek. Od roku 1938 se angažoval ve skautském hnutí a v r. 1994 byl Ústřední radou Junáka za svoji činnost vyznamenán Řádem věrnosti. V letech 1948–1955 vyučoval na čáslavské zemědělské škole a vzpomínky týkající se tohoto období tvoří část jeho knihy Pohádkový děda.
- Josef Věromír Pleva (1899–1985), spisovatel, autor knih pro děti a mládež; v Čáslavi studoval na učitelském ústavu.
- Antonín Pospíšil (4. 2. 1879 – 10. 5. 1949), právník, sbormistr, dirigent a publicista; byl přednostou okresního soudu v Čáslavi, dirigent místního Hlaholu a Volného pěveckého sdružení. Průkopník obrodného hnutí ve sborovém zpěvu. V letech 1899–1901 řídil v Havlíčkově Brodě pěvecký sbor při akademickém spolku Barák. Založil a řídil pěvecký kroužek Besedy v Jihlavě a Pěvecké sdružení v Telči, později v Moravských Budějovicích. V letech 1923–1929 dirigent čáslavského Hlaholu, 1929–1940 Volného pěveckého sdružení v Čáslavi. Na sklonku života se věnoval v Havlíčkově Brodě místní hudebně-historické práci. Aktivní účastník při budování pomníku B. Smetany v Karlových Varech, autor novinových článků a pamětí. Otec operetního zpěváka a herce Jaroslava Pospíšila.
- Bohumil (Boža) Pospíšil (13. 3. 1914, Velký Osek – 12. 12. 1996, Čáslav), učitel, výtvarník, kulturní pracovník a regionální publicista, působil na Čáslavsku a Kutnohorsku. Napsal sbírku Od Sázavy k Labi: pověsti kutnohorského regionu (vydáno v roce 1995).
- František Procházka, tiskař; bydlel v Čáslavi asi do roku 1850, kdy se odstěhoval do Kutné Hory; zde tiskl časopis Slovan pro K. H. Borovského.
- Jindřich Prucha (29. 9. 1886 – 1. 9. 1914), malíř – krajinář; od roku 1896 žil v Čáslavi, studoval zde gymnázium a na Čáslavsku působil i umělecky.
- Jiržik Pržibislawský (? – 16. 4. 1610 Čáslav), měšťan, konšel, krajský berník, královský rychtář v městě Čáslavi. V roce 1602 povýšen do šlechtického stavu s predikátem z Modlíkova.

### R
- Jaroslava Reitmannová, příp. Reitmannová-Scheinpflugová, roz. Cibulková (7. 8. 1908 – 9. 1. 1995), redaktorka, autorka knih pro děti a mládež; v Čáslavi prožila dětství, později se sem vrátila. Absolventka učitelského ústavu v Praze. Krátce učitelka československého náboženství na obecné škole v Praze. Po provdání se v roce 1930 vrátila do Čáslavi. Po roce 1945 pracovala jako redaktorka Kulturní politiky. V letech 1952–1958 byla redaktorkou Státního nakladatelství dětské literatury. Překladatelka literatury faktu a řady biografické literatury. Autorka výchovných próz pro děti a mládež. V psychologickém románu Ponorná řeka ztvárnila skutečné postavy čáslavské společnosti. Jejím druhým manželem byl právník Karel Scheinpflug, švagr Karla Čapka.
- Vladimír Remek (*1948), kosmonaut; v Čáslavi studoval na střední škole.
- PhDr. Miloš Resl (22. 1. 1933 – 19. 5. 1993), houslista, dlouholetý učitel umělecké školy v Čáslavi. Hudební vzdělání získal v hudební škole ve Vlašimi a Čáslavi u Stanislava Macha. Po maturitě na čáslavském gymnáziu (1953) pokračoval ve studiu na konzervatoři v Praze, kde studoval v letech 1952–1957 hru na housle. Od roku 1959 působil na čáslavské hudební škole, v roce 1968/1969 byl jejím ředitel. V letech 1960–1966 vystudoval dálkově na Filozofické fakultě UK hudební vědu. V roce 1975 byl jmenován ústředním inspektorem pro lidové školy umění na ministerstvu školství. Ředitelem čáslavské hudební školy byl opět od 1991. Vedle pedagogické a metodické práce byl také koncertně činný. Zasloužil se o rozvoj hudebního života ve městě. Byl iniciátorem vzniku žákovského dechového orchestru Čáslavanka a Kruhu přátel hudby.
- Karl von Rothkirch-Panthen (2. 12. 1807 Falkenau – 31. 3. 1870 Praha), rakouský šlechtic, státní úředník a český politik německé národnosti; byl poslancem Českého zemského sněmu a Říšské rady. V letech 1863–1866 působil jako Nejvyšší maršálek Království českého a od 28. září 1866 do 8. března 1867 byl českým místodržícím. V letech 1842–1846 byl krajským hejtmanem v Čáslavi.
- Jan Rous (23. 8. 1869 Libkovice pod Řípem – 19. 1. 1950 Jablůnka), učitel, kronikář a vlastivědný pracovník; po nižším gymnáziu v Roudnici nad Labem absolvoval evangelický učitelský ústav v Čáslavi. Zasloužil se o stavbu školní budovy ve valašské Bystřičce, byl předsedou okresního muzea, kronikářem obce Bystřička a autorem několika historických publikací a řady odborně-historických článků. S Františkem Táborským a Josefem Válkem založil vlastivědný sborník Naše Valašsko.

### Ř
- Bohumil Říha (1907–1987), spisovatel, známý zejména jako autor knih pro děti; v Čáslavi absolvoval měšťanku, učitelský ústav a poté na Čáslavsku vypomáhal jako pomocný učitel.

### S
- August Sedláček, příp. Sedláček-Vožický (28. 8. 1843 – 15. 1. 1926), kulturní historik, genealog, sfragistik a heraldik; v dětství bydlel v Čáslavi (od roku 1855), napsal dějiny města. Člen Královské české společnosti nauk a České akademie věd a umění. Autor patnáctidílné encyklopedie z oboru historického místopisu, genealogie, heraldiky a sfragistiky Hrady, zámky a tvrze království Českého (1882–1927), monografie Dějiny královského krajského města Písku nad Otavou (1911–1913), genealogických hesel v Ottově slovníku naučném a řady knižních publikací z oboru pomocných věd historických a historického místopisu.
- Zdeněk Sejček (2. prosince 1926 Žleby – 18. dubna 2023 Seč), malíř, kreslíř a ilustrátor, středoškolský pedagog a historik umění; pedagogicky působil na gymnáziu v Čáslavi, kde byl také ředitelem. Po mnoho let byl předsedou Klubu přátel výtvarného umění v Čáslavi. Je autorem několika monografií Antonína Chittussiho.
- Josef Sekera, pseud. Starkoč (4. 12. 1897 – 14. 11. 1972), prozaik; v Čáslavi strávil dětství. Rodák ze Starkoče, absolvent tkalcovské školy v Rychnově nad Kněžnou a Šumperku. V 1. světové válce bojoval na italské frontě. Od roku 1920 úředník státních drah v Bratislavě, později v Praze. V letech 1945–1949 vedoucí úředník ministerstva dopravy. Spisovatelské činnosti se věnoval od roku 1950. Tajemník Svazu čs. spisovatelů. Přispíval do Tvorby, Rudého práva, Literárních novin aj. Autor románů s bohatě rozvětveným dějem, pestrou fabulací, širokým záběrem společenských vztahů a sociální problematikou.
- Zdeněk Spurný (7. 8. 1908, Škrdlovice – 19. 11. 1996, Chrudim), pedagog, hudebník, příležitostný publicista, organizátor hudebního života, účastník protinacistického odboje; studoval na zemědělské škole v Čáslavi. Po roce 1945 byl organizátorem Chrudimských hudebních pátků, předsedou – organizačním vedoucím Chrudimské filharmonie (Symfonického orchestru ZK Transporta), téměř 30 let působil jako violoncellista Chrudimského kvarteta (Spurný, Židek, Vondráček a Bříza), jako předseda Vlastivědného klubu byl spolupracovníkem Okresního muzea v Chrudimi.
- prof. MUDr. Vladimír Staněk, CSc., FESC (* 30. června 1933 v Praze), kardiolog; na přelomu 50. a 60. let 20. stol. pracoval v čáslavské nemocnici. Emeritní přednosta Kliniky kardiologie IKEM v Praze, kterou řídil v letech 1989– –2001. Ve výzkumných ústavech, jejichž sloučením vznikl IKEM, pracuje od roku 1964. V letech 1978–1989 zde vedl koronární jednotku. V letech 1990–1991 zastával funkci ředitele IKEM. V letech 1990–1995 byl předsedou České kardiologické společnosti a řadu let byl šéfredaktorem časopisu Cor et Vasa. V roce 1986 napsal knihu "Infarkt myokardu" a v roce 2014 mu vyšla "Kardiologie v praxi". Je dlouholetým vedoucím subkatedry kardiologie IPVZ, působí jako předseda společné Etické komise IKEM a TN v Praze.
- Pavel Sula, vl. jménem Josef Sulík (3. 3. 1882, Svojšice u Heřmanova Městce – 27. 7. 1975, Praha), pedagog, spisovatel, průkopník moderní dětské literatury i autor prózy pro dospělé; v Čáslavi chodil do základní školy a na počátku své pedagogické dráhy na některých školách Čáslavska učil. Od dětství se přátelil s Rudolfem Těsnohlídkem a Jiřím Mahenem. V roce 1917 byl jedním ze signatářů Manifestu českých spisovatelů. Založil a redigoval časopis Klas a řídil časopis Úsvit. Spolupracoval s novinami Komenský, ve kterých publikoval pedagogické studie. Beletrii a literární kritiku uveřejňoval v periodikách Směr, Dělnické listy, Lidové noviny, Lumír. Beletrii pro děti nejčastěji prezentoval v měsíčníku Zlatá brána, Radost, Malý čtenář. Řídil také učitelskou přílohu Národní osvobození.
- Petr Svoboda (* 21. května 1956), umělecký kurátor, galerista a kunsthistorik; od roku 2011 je v Čáslavi pravidelně kurátorem výstav významných českých výtvarníků a fotografů.

### Š
- František Xaver Šalda (22. 12 1867 – 4. 8. 1937), literární kritik, novinář a spisovatel. Žil v Čáslavi v letech 1874–1878 (tedy ve svých 7–11 letech); jeho otec zde v té době působil jako přednosta místní pošty. Některé zážitky z dětství v Čáslavi vylíčil později ve stručných vzpomínkách a v některých povídkách.
- František Škrdle (21. 1. 1888 – 23. 4. 1958), čáslavský městský archivář a archeolog. Absolvent Filozofické fakulty UK Praha, obor dějepis. Středoškolský pedagog v Praze, v Jičíně a od roku 1919 v Čáslavi. v letech 1929–1958 městský archivář v Čáslavi. Spravoval i čáslavské muzeum, zabýval se regionálními dějinami. Konzervátor památkové péče a jednatel Státního archeologického ústavu pro okres Čáslav. Ve 20. a 30. letech se věnoval také archeologii Čáslavska. Autor článků o historii, archeologii a monografie o Janu Josefu Dusíkovi. V roce 1947 jmenován čestným občanem města Čáslavi.
- PaeDr. Vítězslav Šmejc (26. 11. 1905, Železnice, okr. Jičín – 29. 7 1982, Praha), odborný učitel, spisovatel a autor dětských knih; k nejznámějším patří tři příběhy o automobilu Tygr – Tygr pana Boška, Tygr jede k moři a Tygr za polárním kruhem. Příležitostně přispíval do časopisů Malý čtenář a Humoristické listy. V Čáslavi vystudoval gymnázium a učitelský ústav a po nějakou dobu zde žil a působil. V letech 1938 až 1935 byl redaktorem v Čáslavi vydávaného časopisu Podoubraví.
- Radko Šťastný (17. 10. 1928 – 8. 10. 2013), pedagog a literární historik, působil na čáslavském gymnáziu. Narodil se v Kutné Hoře, kde v roce 1947 maturoval. Na FF UK vystudoval obor český jazyk – filozofie, v roce 1952 získal titul PhDr. V letech 1955–1958 učil na jedenáctiletce v Uhlířských Janovicích, v letech 1958–1966 na SPŠ Kutná Hora, v letech 1966–1976 na gymnáziu v Kutné Hoře. V roce 1976 byl perzekučně přeložen do Čáslavi, kde na gymnáziu působil do roku 1988. Zastupitelstvo Kutné hory mu 15. května 2012 udělilo titul Čestný občan města Kutná Hora. Je autorem řady publikaci: Čeští spisovatelé deseti století (1974, rozšířené vydání 2001), Tajemství jména Dalimil (1991) a jiné.

### T
- Jan Thon (28. 5. 1886 Golčův Jeníkov – 16. 12 1973 Praha), literární historik, básník, druhý ředitel Městské knihovny v Praze; v Čáslavi studoval na gymnáziu.

### U
- Matouš Ulický († 11. 9. 1627), čáslavský kaplan podobojí, zemřel zde. Pocházel z Kostelce na Hané. Přestěhoval se do Čáslavi, v roce 1624 však musel odejít do emigrace. Po třech letech se vrátil do Čech a zapojil se do nevolnického povstání – napsal kazatelské provolání k národu. Ukrýval se v Krchlebech, byl však pro své vyznání zatčen, obviněn z podněcování rebelií a popraven.
- Otto Ullmann (29. 3. 1858 – 29. 7. 1907), kapelník, houslista a hudební skladatel; působil v Čáslavi a také zde zemřel. Sólista smyčcového kvarteta v Litomyšli. Od roku 1884 první houslista orchestru Národního divadla v Praze, od roku 1892 koncertní mistr a druhý kapelník Národního divadla v Brně. V letech 1895–1897 kapelník havířské kapely v Kutné Hoře. Městský kapelník a učitel hudby v Čáslavi. Autor lidových skladeb, pochodů, tanců, houslových a klavírních skladeb, úprav pro dechovou hudbu.

### V
- Václav Váša (1799 Nové Dvory – 1868 Čáslav), český obrozenec, tiskař a knihkupec, první učeň a poté dlouholetý spolupracovník Jana Hostivíta Pospíšila; do Čáslavi přenesl v r. 1839 z Chrudimi své knihkupectví.
- Ladislav Vele (24. 4. 1906 Mukařov – 18. 7. 1953 Vesec u Turnova), malíř, grafik, ilustrátor a scénograf; v Čáslavi působil jako profesor kreslení na místním Učitelském ústavu.
- Karel Vojáček (právník) (1. prosince 1855 Praha - 30. prosince 1935 Čáslav), český právník, politik a okresní hejtman v Žamberku, kde se zásadně zasloužil mj. o rozvoj krajkářství; od r. 1911 působil a žil v Čáslavi.

### W
- Josef rytíř Webr z Pravomilu (17. 12. 1831 Hraběšín u Čáslavi – 20. 3. 1908 Praha), c. k. dvorní rada, zemský školní inspektor, rytíř řádu Železné koruny III. třídy. Byl členem správní rady a viceprezidentem Společnosti muzea království. Chodil do městské školy v Čáslavi.

### Z
- Božena Zelinková (21. 5. 1869 Semtěš u Čáslavi – 18. 6. 1936 Kolín), učitelka, publicistka a redaktorka, pracovnice v ženském hnutí; byla ředitelkou školy v Čáslavi a redigovala zde Časopis učitelek. V roce 1908 se stala jednou ze tří historicky prvních kandidátek ve volbách do zemského sněmu.
- JUDr. Jiří Zhor, pseud. Rufus Sova / Rudolf Vosa, skut. jméno Karel Pošva (2. 7. 1903 – 13. 1. 1979), právník, básník, prozaik a odborný publicista; v Čáslavi prožil mládí, vystudoval zde gymnázium a později zde pracoval. Absolvent Právnické fakulty UK v Praze. V letech 1926–1927 advokátní koncipient v Chrudimi a v Kolíně. Poté až do roku 1945 úředník finanční správy v Praze, Čáslavi a opět v Praze. Po válce úředník ministerstva školství. Po Únoru 1948 pracoval v dokumentaci Ústavu práce, později jako nakladatelský redaktor. V letech 1952–1958 pracoval v dokumentaci Výzkumného ústavu bezpečnosti práce, od roku 1959 v Pedagogickém muzeu J. A. Komenského v Praze. Spolupracoval s literárními časopisy a novinami; v letech 1937–1943 stálý spolupracovník Lidových novin. Autor knih o historii čáslavského chrámu, povídek, básní, epigramů. Čáslavi věnoval knihu Petr a Pavel (1947). Žil v Třemošnicích.
- JUDr. Jan Zimmer (1858 – 15. 3. 1938), rakouský a český advokát a mladočeský politik, na počátku 20. století poslanec Českého zemského sněmu; starosta Čáslavi.

### Ž
- Leopold Želina (10. 11. 1827 – 24. 9. 1882), iniciátor vlasteneckého hnutí v Čáslavi, starosta místního Sokola; podílel se na založení spolku Včela Čáslavská a ustanovení družstva k postavení Dusíkova divadla, jehož se stal v roce 1870 prvním ředitelem režisérem. Pocházel z rodiny kožešníka, studoval gymnázium v Litomyšli a Hradci Králové a dále Filozofickou fakultu v Praze. Ve Vysokém Mýtě byl členem a režisérem Společnosti Immentorácké, která v letech 1945–1852 vyvíjela pravidelnou ochotnickou činnost. Od 1860 žil v Čáslavi a aktivně se zapojoval hlavně do kulturního života. Byl také předsedou Jednoty divadelních ochotníků, v jejímž čele stál až do své smrti. Želina se účastnil i politického dění – patřil například ke svolavatelům zakázaného tábora u Kutné Hory 5. července 1868 (Vzpomínka na M. J. Husa), byl okresním tajemníkem a podnikl cestu na Kavkaz, aby vystěhovalcům vymluvil jejich odchod. Bojoval také za postavení pomníku Jana Žižky z Trocnova v Čáslavi. Zemřel v Čáslavi; za svou celoživotní práci a vytrvalost v kulturní oblasti byl a dodnes je nazýván ‘‘tatíčkem Želinou’’. 16. prosince 1900 byla na jeho počest slavnostně v Dusíkově divadle odhalena pamětní deska.
- Kamila Ženatá (*1953), grafička a malířka; od narození žila v Čáslavi a absolvovala zde gymnázium.

## Další osobnosti se vztahem k Čáslavi

### C
- Giacomo Casanova – Čáslav navštívil asi na dvě hodiny dne 1. srpna 1775 při své cestě do Karlových Varů; důvodem zdejší zastávky byla údajně závada na kočáru. Svůj čas v Čáslavi strávil s Janem Ferdinandem Opizem.
- Jára Cimrman – dne 11. ledna 1890 provedla v Čáslavi Cimrmanova divadelní společnost Lipany "před vyprodaným hledištěm" jeho historický kus Čechové na Řípu. Dnem 12. ledna 1890 je datován dopis, který zde Jára Cimrman napsal a následně odeslal dramaturgovi Národního divadla Ladislavu Stroupežnickému. Viz seminář k divadelní hře Divadla Járy Cimrmana Záskok.

### D
- Jean Gaspard Deburau – jeho matka Kateřina Gráffová (Králová) pocházela z Čáslavi.
- Alexander Dreyschock – rodák z obce Žáky na Čáslavsku, hudební skladatel a pianista. V Čáslavi koncertoval již jako osmiletý, a poté znovu v roce 1832.

### F
- František I. Rakouský – navštívil Čáslav dne 15. července 1805 a strávil zde noc.

### H
- Jaroslav Hašek – podle vlastního vyprávění, zachyceného Zdeňkem Matějem Kudějem v knize Ve dvou se to lépe táhne, v blíže neupřesněném období před 1. sv. válkou přenocoval v Čáslavi v přestrojení za hluchoněmého Žida.

### J
- František Věnceslav Jeřábek – dramatik, básník, pedagog, novinář a politik; provedením jeho hry Cesty veřejného mínění bylo dne 28. února 1869 slavnostně otevřeno místní divadlo.

### K
- Jan Kašpar – průkopník české aviatiky; 21. května 1911 uskutečnil v Čáslavi veřejný vzlet, při kterém byla pořízena pravděpodobně jediná jeho barevná fotografie a poté provedl přelet z Čáslavi do Pardubic.

### M
- Leontina Mašínová – v Plzni narozená spisovatelka, autorka historických a historicko-biografických románů, sbírek pověstí a legend a dětské literatury; její rodina pocházela z Železných hor, v Čáslavi navštěvovala svého dědečka, který zde vlastnil dům.
- Wolfgang Amadeus Mozart – dne 9. dubna 1789 přenocoval v čáslavském hostinci U černého orla na dnešním nám. Jana Žižky z Trocnova; na místě hostince v současnosti stojí budova Středního odborného učiliště. Od 25. dubna 2007 je na objektu umístěna pamětní deska připomínající tuto událost.
- Petr Mucha (3. 7. 1902 Veselá –  24. 6. 1934 Čáslav), automobilový závodník, který zemřel v čáslavské nemocnici po havárii 6. června u obce Horky[2] při tréninku na 1000 mil československých.

### N
- Božena Němcová – v r. 1851 strávila v Čáslavi týden na návštěvě u zdejšího knihkupce Václava Váši; traduje se, že mu během těchto dnů vypomáhala v obchodě.

### P
- Jaroslav Pospíšil (zpěvák) – český operní a operetní zpěvák; v Čáslavi navštěvoval své rodiče - jeho otec zde působil jako soudní rada a mj. i sbormistr pěveckého sboru Hlahol.

### S
- Jan Václav Stich – rodák z obce Žehušice na Čáslavsku, hudební skladatel, houslista a virtuos na lesní roh známý pod pseudonymem Giovanni Punto. V roce 1802 navštívil s Janem Ladislavem Dusíkem Čáslav, kde spolu koncertovali.

### Š
- Jan Šindel (Jan Ondřejův, zvaný Šindel, rovněž Joannes de Praga) – český kněz, profesor a rektor pražské univerzity, matematik, astronom a osobní astrolog a lékař králů Václava IV. a Zikmunda Lucemburského; rovněž pravděpodobný autor astronomické koncepce a hodinářského návrhu pražského Staroměstského orloje. Rozhodnutím krále Václava IV. mu byla přiřknuta část daní placených městem Čáslav.
- Valentin Šindler – operní pěvec-tenorista, herec a také autor a interpret lidové hanácké postavy  Matěje Křópala z Břochovan; v Čáslavi navštěvoval jednu z profesorek místního pedagogického ústavu.

### T
- baron František Trenck (Franz Freiherr von der Trenck) – v Čáslavi si na přelomu let 1744–1745 léčil zranění – v listopadu 1744 mu u Kolína, tehdy obsazeného pruským králem Bedřichem, přerazila dělová koule nohu.

### V
- Vladislav Vančura – navštěvoval zde často svého otce Václava Vančuru, který z Čáslavi pocházel a v roce 1923 se sem opět odstěhoval k jedné ze svých dcer.